# Associazione Calcio Milan
L'Associazione Calcio Milan (AC Milan) és un dels clubs de futbol de Milà (Llombardia), un dels més coneguts a Itàlia i arreu del món. Va ser fundat el 13 de desembre de 1899 per Alfred Edwards, juga de local a l'estadi San Siro des de l'any 1926, i vesteix samarreta vermella i negra a franges verticals amb pantalons blancs. L'AC Milan disputa el Derbi de Milà contra el seu gran rival històric, l'Inter de Milà.
L'AC Milan juga a la Serie A, des de la qual va descendir en dues ocasions, la primera en la temporada 1979/80 i la segona en la 1981/82. Va obtenir 18 títols i 14 subcampionats, empatant en segon lloc amb l'Inter, per darrere de la Juventus, que posseeix 31. El club va obtenir cinc vegades la Copa d'Itàlia, la qual cosa el col·loca cinquè empatat en l'historial. És el segon conjunt amb major nombre de trofeus internacionals oficials (18), igualat amb Boca Juniors, Reial Madrid i FC Barcelona. L'Al-Ahly egipci es manté primer, amb 20. Va conquerir la Lliga de Campions de la UEFA en 7 ocasions (segon darrere del Reial Madrid), a més d'haver-se adjudicat en 5 ocasions la Supercopa d'Europa (rècord compartit), en 2 la Recopa d'Europa, en 3 la Copa Intercontinental (rècord compartit), i en una ocasió la Copa Mundial de Clubs, va guanyar 2 vegades la Copa Llatina i en una ocasió la Copa Mitropa.
L'IFFHS l'ha triat cinc vegades com el millor equip del món del mes, rànquing realitzat des de l'any 2000. Així mateix, l'IFFHS també l'ha nomenat com el millor equip del món de l'any dues vegades, rànquing que es realitza des de 1991. (Posseeix el rècord en aquesta última llista amb més equips però desempata per ser segon dos anys i tercer tres anys). Segons una enquesta duta a terme per l'empresa Demos & Pi al setembre de 2012, l'AC Milan és el segon equip amb major nombre de seguidors a Itàlia (darrere de la Juventus) amb una preferència del 15,8%. A nivell continental va ocupar la setena posició (primer entre els equips italians), com ho ressenya un estudi publicat per la companyia alemanya Sport+Markt el 2010.

## Història
Fou fundat el 16 de desembre de 1899 per sir Alfred Edwards, un anglès apassionat pel futbol amb el nom de Milan Cricket and Football Club. Com es tradueix del seu nom, inicialment també comptà amb una secció de criquet. L'equip adoptà la seva clàssica samarreta de ratlles vermelles i negres.
L'any 1908 va patir una escissió derivada de la polèmica sobre si era oportú jugar amb futbolistes estrangers. Els dissidents varen fundar un altre club, l'Internazionale. El 1919, el club canvià el seu nom esdevenint Milan Football Club. El 1938, el règim feixista imposà un nom italianitzat, Associazione Calcio Milano, que fou canviat un cop acabada la Segona Guerra Mundial per l'actual Associazione Calcio Milan.
Als anys 50 guanyà el scudetto (1951), el primer des de 1907. A Il Grande Milan, com fou anomenat, destacà el famós trio Gre-No-Li, compost pels suecs Gunnar Gren, Gunnar Nordahl i Nils Liedholm. Completà la dècada amb tres nous campionats italians (1955, 1957 i 1959) i dues copes Llatines (1951 i 1956). Als seixanta, amb Nereo Rocco, inventor del catenaccio, a la banqueta i jugadors com Gianni Rivera i José Altafini guanyà la seva primera Copa d'Europa (primer club italià en aconseguir-ho).
En finalitzar la temporada 1979-1980, l'AC Milan va ser sancionat amb el descens a la segona divisió (Sèrie B) a conseqüència de la seva implicació en l'escàndol de les apostes irregulars en les travesses (Tottocalcio). La temporada 1982-1983, l'equip torna a jugar a la Sèrie B per les seves dificultats econòmiques.
El 20 de febrer de 1986 el club és comprat per Silvio Berlusconi i ràpidament retornà al cim del futbol mundial. En els darrers anys el club ha guanyat cinc cops la copa d'Europa 1988-89, 1989-90, 1993-94, 2002-03 i 2006-07, entre altres títols europeus i italians.

### L'origen de la Societat

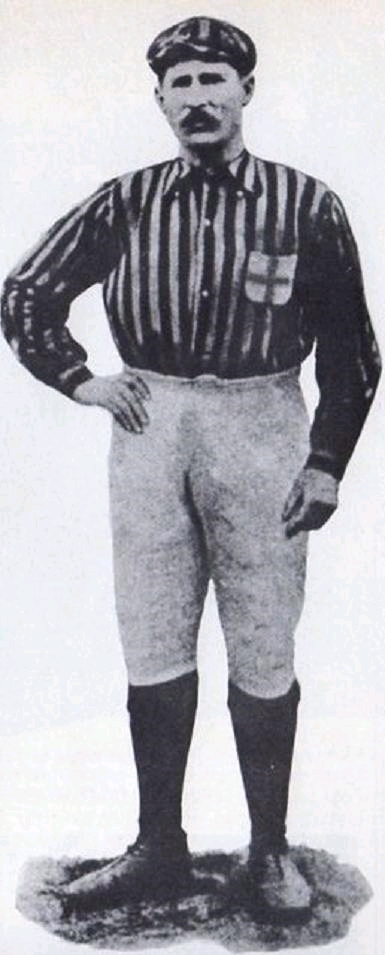
Herbert Kilpin, un dels fundadors de la Societat.

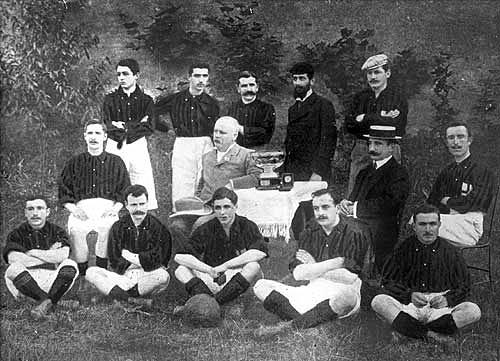
A.C. Milan (1901)

A l'inici del segle xx els anglesos Alfred Edwards i Herbert Kilpin, juntament amb un grup d'amics i després d'arribar a un acord amb uns empresaris, el 13 de desembre de 1899 van fundar el Milan Cricket and Football Club, que va ser donat a conèixer el dilluns 18 del mateix mes en un article del diari La Gazzetta dello Sport. Les primeres oficines de les quals va disposar el club estaven situades a la Fiaschetteria Toscana de la Via Berchet de Milà. Edwards, bastant conegut a l'alta societat de Milà, va ser el primer president electe del club.
Els colors que sempre ha tingut com a colors distintius són el vermell i el negre. Els colors van ser escollits, com va dir en el seu moment Kilpin, per representar el foc dels diables milanistes (vermell) i la por dels adversaris que s'hi enfrontaven (negre).
Format per esportistes milanesos i anglesos, el club es va iniciar com una societat on, inicialment, s'incloïa una secció dedicada al críquet (dirigida per Edward Nathan Berra) i una altra dedicada al futbol (dirigida per David Allison). El club requeria als seus socis una quota anual de 20 lires. La idea de seguida va calar entre els joves italians que havien estudiat a Anglaterra. Així i tot, al contrari que el críquet, el futbol era vist amb reserves per part de la classe alta d'Itàlia.
El gener de 1900 Edwards va inscriure a l'equip a la FIF (Federazione Italiana del Football), predecessora de l'actual FIGC. El primer partit oficial el va disputar davant del FC Torinese, un equip diferent del Torino FC, qui va ser fundat el 3 de desembre de 1906. el 15 d'abril de 1900, partit en el qual els rossoneri van perdre per 0-3. Aquest mateix mes l'equip va guanyar el primer trofeu de la seva història, la Medaglia del Re (Medalla del Rei), lliurada pel rei Humbert I d'Itàlia, després de vèncer per 2-0 a la Juventus de Torí. El 1901 i amb tan sols dos anys, el Milà (de la mà de Kilpin, qui exercia com a jugador-entrenador) guanyava el 5 de maig el seu primer campionat italià, després de vèncer el Genoa per 3-0, amb un triplet de Kilpin. El 1902 el Milà va guanyar l'última edició de la Medaglia del Re, per la qual cosa es va quedar, sent el tercer any consecutiu en el qual la guanyava, amb el trofeu en propietat.
El 1906, després d'igualar a la Juventus en punts en finalitzar el girone finale, es va haver de disputar un partit de desempat. Havent conclòs aquest amb un empat sense gols i atès que en aquells dies no se seguia el sistema de pròrroga i/o penals, la FIF va designar el camp neutre de la US Milanese per disputar el segon partit. En estar aquest estadi situat a la mateixa ciutat de Milà, es van deslligar les protestes dels responsables de la Vecchia Signora, que es van negar a jugar, per la qual cosa el títol fou atorgat al Milan. L'equip va tornar a coronar-se campió a l'any següent (1907) després de vèncer el Torino d'Andrea Doria. A més, va aconseguir adjudicar-se la prestigiosa Palla Dapples per tercer any consecutiu.
El 1908, i després d'unes disputes per la inclusió de jugadors estrangers a l'equip, 43 socis van abandonar el club i van formar l'Inter de Milà. Mentre que el Milan va seguir sent el club insígnia dels treballadors i sindicalistes, l'Inter va esdevenir l'equip favorit de les classes altes de Milà.
El 1916 el club va obtenir la Copa Federal, un trofeu no oficial que havia reemplaçat en aquells dies al campionat nacional, el qual es trobava suspès arran de la Primera Guerra Mundial.

### Període d'entreguerres (1919-1946)
Durant aquells anys el Milan no va obtenir resultats destacats en el campionat nacional, encara que va comptar amb grans jugadors com el davanter belga Louis Van Hege (que va marcar 97 gols en 88 partits, amb una mitjana d'1,1 punts per partit), Aldo Boffi (capocannoniere en tres ocasions amb el Milan i autor de 136 punts en nou temporades amb la samarreta rossonera), Riccardo Carapellese, Gino Cappello i l'uruguaià Ettore Puricelli entre d'altres.
Un dels fets que van marcar la història de la societat va ser el de la inauguració de l'estadi San Siro l'any 1926, inspirat en l'arquitectura dels estadis anglesos.
Ja el 1919 el club va canviar la seva denominació de Milano Football and Cricket Club a Milano Football Club, però el 1938 i a causa que els orígens anglesos del Milan no gaudien de gran estima per part dels membres del moviment feixista italià, el nom va passar a ser Associazione Calcio Milano. Aquest mateix any, el Milan va disputar la Copa Mitropa, que va ser la primera gran copa internacional de clubs, quedant eliminat en primera ronda.
El 1940 Umberto Trabattoni va ser nomenat President del club, que no va abandonar fins al 1954. La denominació del club va ser abandonada una vegada finalitzada la Segona Guerra Mundial, per retornar a l'antiga designació però conservant les sigles A.C.. És així com sorgeix, el 1946, l'actual denominació d'Associazione Calcio Milano. En aquest punt, Itàlia va començar el llarg i dolorós període de reconstrucció de la postguerra i el futbol, com va succeir amb la resta del país, renaixia a mesura que s'eliminava el llegat feixista.

### El renaixement del club
Després de viure un període de més de quaranta anys sense obtenir un títol, el Milan començava a escriure una nova història que va repercutir totalment en la imatge que es crearia entorn del club, tant a Itàlia com a Europa.

#### El trident suec

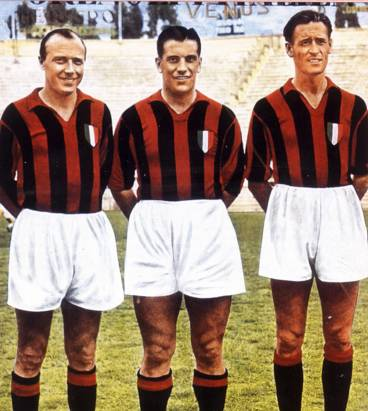
Gunnar Gren, Gunnar Nordahl i Nils Liedholm, formadors del Gre-No-Li.

Per a la temporada de 1949/50, en una època on els clubs italians estaven restringits a un màxim de cinc estrangers, el Milan va contractar els jugadors suecs Gunnar Nordahl (Il pompierone), Gunnar Gren (Il professore) i Nils Liedholm (La stella venuta dal nord), els qui van formar un trio ofensiu conegut com el Gre-No-Li. A ells se li sumaven altres jugadors com Lorenzo Buffon, Renzo Burini, Carlo Annovazzi, Omero Tognon i Arturo Silvestri (Sandokan); en un equip que va fer història, dominant bona part del campionat italià durant aquells anys i arribant a disputar una final de la, en aquells dies, Copa de Campions. En l'squadra dirigida per Lajos Czeizler (futur entrenador de la Selecció italiana en la Copa Mundial de Suïssa '54), Gren i Liedholm eren els creatius en el mig camp mentre que Nordahl era un perillós davanter que amb 210 gols en 257 partits i una mitjana de 0.81 gols per partit, va esdevenir el màxim golejador de la història de la societat. Al llarg d'aquella campanya, l'equip va marcar 118 gols (sent molt recordat el 7-1 a la Juventus) en 38 partits, tenint una mitjana de més de tres punts per partit (xifres comparables de l'Il Gran Torino de Valentino Mazzola). Aquest any, Nordhal va aconseguir 35 gols, que el situaven com capocannoniere de l'equip (assoliment que es va adjudicar també el 1951, 1953, 1954 i 1955). El quadre rossonero va aconseguir la segona ubicació en aquella campanya.
La temporada 1950/51 el Milan va guanyar per quarta vegada la Sèrie A italiana, amb prou feines un punt d'avantatge sobre l'Inter de Milà, aconseguint un total de 108 gols en el procés. Va ser el primer dels quatre títols que es van guanyar al llarg de la dècada dels '50. En aquesta mateixa temporada, es va obtenir la Copa Llatina (vencent per 5-0 al Lille francès en la final), la qual, abans de la introducció de la Copa de Campions, era la segona competició més important a nivell de clubs a Europa.
Per a la temporada 1951/52 i amb els reforços d'Amleto Frignani i Pietro Grosso, el Milan torna a disputar el scudetto, finalitzant en la segona posició i amb Nordhal com a segon golejador amb 26 punts.
La temporada 1952/53, Francesco Zagatti i Celestino Celio són inclosos a una plantilla que va disputar al costat de la Juventus i a l'Inter, el títol d'aquella campanya, que una vegada més, va deixar un saldo positiu en l'aspecte ofensiu (amb Nordhal com capocannoniere amb 26 punts), però emfatitzant també la solidesa defensiva. Amb Mario Sperone com a nou director tècnic, el Milan va finalitzar en la tercera ubicació. Aquella temporada, va significar l'última del Gre-No-Li, en ser Gunnar Gren traspassat a l'Fiorentina.
Amb els mateixos protagonistes de la campanya anterior, més els reforços de Mario Bergamaschi, Eros Beraldo, Alberto Piccinini i del danès Leschly Sorensen; el Milan va tornar a finalitzar en la tercera ubicació, tenint Nordhal com capocannoniere per segon any consecutiu, en marcar 23 punts. Al final de la campanya, Umberto Trabattoni va deixar la presidència del Milan, després de catorze temporades al comandament della società.

#### Andrea Rizzoli i la consolidació del club
Per a la campanya de 1954/55, Andrea Rizzoli va assumir com a nou president del club en lloc d'Umberto Trabattoni, portant un cicle d'èxits que van culminar en l'obtenció de la Copa de Campions de 1963. Després de la desvinculació en la temporada passada de Gren, el club va unir a les seves files a Cesare Maldini (procedent de la Triestina), Amos Mariani i (després d'haver disputat la Copa del Món de Suïssa '54) al davanter uruguaià Juan Alberto Schiaffino (procedent de Peñarol), un mític integrant de la seva selecció campiona del món en la Copa del Món de 1950, en l'històric Maracanazo. Schiaffino es va transformar en una peça clau de l'equip i en un dels seus emblemes de futur. De la mà de l'entrenador uruguaià Héctor Puricelli (jugador del Milan entre 1954 i 1949), el quadre llombard va guanyar el seu cinquè títol de lliga, amb quatre punts d'avantatge sobre l'Udinese, el seu més proper perseguidor. Al final d'aquella campanya es va retirar Arturo Silvestri, després de 158 partits disputats i set gols amb la maglia rossonera.
La temporada següent (1955/56) i en l'àmbit local, l'equip va finalitzar en la segona posició després de la Fiorentina. Durant aquesta campanya, va participar en la primera edició de la, en aquells dies, Copa de Campions (sent, en conseqüència, el primer club italià en disputar aquesta competició). Després d'eliminar el Saarbrucken i al Rapid Viena (per marcadors globals de 7-5 i 8-3 respectivament), va disputar les semifinals davant del Reial Madrid, contra qui va caure eliminat per un global de 4-5 (2-4 a Madrid i 2-1 a Milà). Aquell equip no es va quedar amb les mans buides i després d'una nova participació en la Copa Llatina i després de vèncer per 4-2 al Benfica, va aconseguir imposar-se en la final a l'Athletic Club per 3-1. Aquella va ser al penúltima edició de la Copa Llatina, justament, en entrar en vigència la Copa de Campions.
Després de reforçar a l'equip amb el davanter Carlo Galli (autor de més de cent gols amb el Milan) en la temporada 1956/57, l'equip va aconseguir guanyar el sisè scudetto de la societat, després de superar per sis i set unitats a la Fiorentina i la Lazio, respectivament. Durant aquella campanya, es van destacar els davanters italians Gastone Bean i el mateix Galli, els quals suplien el buit deixat per Nordhal (qui s'havia integrat a l'AS Roma).
Malgrat tenir un acompliment irregular en la lliga per a la temporada 1957/58 (on havia aconseguit situar-se entre els tres primers des de la temporada 1946/47), va aconseguir arribar a la seva primera final en la Copa de Campions (al comandament de Giuseppe "Gipo" Viani), on va caure davant del Reial Madrid per un resultat final de 2-3. En un disputat duel, l'equip va arribar a estar dues vegades a dalt en el marcador, gràcies als gols de l'uruguaià Schiaffino i d'Ernesto Grill. Però malgrat l'esforç i de portar el partit a temps extra, un gol en el minut '107 va tancar aquella final. En acabar la campanya, Amos Mariano va ser contractat pel Napoli.
En l'albor d'una nova temporada (1958/59), va arribar a l'equip l'aportació ofensiva de José Altafini (davanter brasiler, campió del Món amb la seva selecció en la Copa Mundial de Suècia '58) i la seguretat de Sandro Salvadore. Sumats a l'equip finalista de l'anterior edició de la Copa de Campions, el Milan va tancar els anys '50 guanyant el seu setè campionat (després d'un apassionant cara a cara amb la Fiorentina) i la quarta d'aquella dècada.
La temporada 1959/60 va ser contractat el porter Giorgio Ghezzi en comptes de Lorenzo Buffon, qui havia passat a les files del Genoa. En una altra participació internacional, l'equip va quedar eliminat en la primera ronda de la Copa de Campions davant del Futbol Club Barcelona. En la lluita pel scudetto, va acabar en la tercera ubicació. Al final de la temporada, Bean va ser transferit al Genoa, mentre que Schiaffino (després de disputar 171 partits oficials i contribuir amb 60 punts) va ser conractat per la Roma.
Per a la següent campanya (1960/61) el Milan va fitxar a Paolo Barison, Mario David i a la promesa del futbol italià, Gianni Rivera (Il Bambino d'Oro), qui va esdevenir un dels estendards històrics del club, en una operació en la qual el club va pagar 60 milions de lires a l'Alessandria. L'equip va disputar pam a pam el títol amb la Juventus, a qui va vèncer en tots dos duels (3-1 de local i 4-3 de visitant), però finalment va quedar en la segona ubicació. Al final d'aquella temporada, es va acomiadar del club Carlo Gialli, mentre que Nils Liedholm va finalitzar la seva carrera com a jugador, després de dotze temporades i 89 gols en el Milan.

### El primer període de Rocco (1961-1963)
Per a la temporada 1961/62 el Milan va contractar al llegendari Nereo Rocco com a nou director tècnic de l'equip, sent un dels principals difusors del cèlebre catenaccio i el primer a aplicar-ho a Itàlia. Rocco va gaudir, a més, de molta estima per part dels tifosi rossoneri (considerat pels mateixos aficionats com el millor entrenador del club del segle xx i dels seus propis jugadors. Amb una esquadra composta de jugadors de la talla de Rivera, Cesare Maldini, Giovanni Trapattoni i sumats al debut en la Sèrie A de Giovanni Lodetti (juvenil del Milan que es va transformar en una peça fonamental de l'onze titular de l'equip de Rocco i les contractacions de Gino Pivatelli i del brasiler Dino Sani; el Milan es va consagrar, en aquella temporada, com a campió d'Itàlia per vuitena vegada en la seva història.
La temporada 1962/63 i després que marxés Sandro Salvadore a la Juventus i la contractació de Bruno Mora; l'equip va guanyar la Copa de Campions després de derrotar en la final (disputada en el mític estadi de Wembley) al Benfica portuguès i després d'estar a sota en el marcador després d'un gol d'Eusébio, va arribar la remuntada i l'obtenció del torneig, de la mà de dos gols d'Altafini (alineant en el partit final a Giorgio Ghezzi; Mario David, Cesare Maldini, Mario Trebbi; Víctor Benítez, Giovanni Trapattoni; Gino Pivatelli, Dino Sani, José Altafini, Gianni Rivera i Bruno Mora). Al final de la temporada, Andrea Rizzoli va deixar la presidència del club, després de 9 temporades en les quals es va inaugurar el centre esportiu Milanello el 1963, a més de l'obtenció, sempre sota el seu mandat, de quatre scudetti, una Copa Llatina i una Copa de Campions. En el campionat italià, l'equip va finalitzar en la tercera ubicació. Al final de la temporada, Nereo Rocco va dimitir com a director tècnic de l'equip, fent-se càrrec del Torino FC, mentre que Pivatelli es va retirar del futbol.

### De Liedholm a Silvestri (1963-1967)
El Milan va donar inici a la temporada 1963/64 amb l'assignació de Felice Riva com a nou president del club i la contractació de Nils Liedholm en el càrrec de director tècnic i del brasiler Amarildo (provinent del Botafogo i campió amb el seu país en la Copa Mundial de Xile '62). L'equip rossonero va disputar la final de la Copa Intercontinental (instaurada el 1960), en la qual va caure davant del Santos de Pelé. En aquesta final, el Milan va començar guanyant per 4-2, però en el partit de tornada van perdre per idèntic marcador a l'Estadi Maracaná, i en un partit de desempat l'equip d'O Rei va guanyar el títol per la mínima diferència. També va disputar la Copa de Campions (en condició de campió vigent), on va arribar fins a quarts de final, caient davant del Reial Madrid. L'equip va perdre per 1-4 a Espanya, però quedant a un gol d'aconseguir la gesta en el partit de tornada (on els rossoneri es van imposar per 2-0). Durant el campionat local, el Milan va tornar a finalitzar en el tercer lloc, a tres punts de l'Inter i el Bologna (sent aquest últim el campió). Una vegada finalitzada la temporada, Dino Sani va retornar a Brasil per jugar pel Corinthians.
Durant la temporada 1964/65 el Milan va disputar pam a pam el títol amb l'Inter d'Helenio Herrera, finalitzant en la segona ubicació. Al final d'aquella campanya, José Altafini i Mario David van passar a les files del Napoli i la Sampdoria respectivament, mentre que Giorgio Ghezzi es va retirar del futbol, després de sis temporades en el club llombard.
En la següent campanya (1965/66) i malgrat el gran conjunt amb el qual comptava, entre els quals destacaven els reforços d'Angelo Benedicto Sormani (il Pelè bianco) i Karl-Heinz Schnellinger (Volkswagen), l'equip va culminar en la setena ubicació. Al final de la temporada, Cesare Maldini va passar a les files del Torino.
La temporada 1966/67 i després de la dimissió de Liedholm com a entrenador del Milan, el càrrec va recaure en l'ex jugador rossonero Arturo Silvestri. A això es van sumar les contractacions d'Angelo Anquilletti i de Roberto Rosato, donant inici a la segona ratxa de títols d'aquella dècada. Malgrat finalitzar en el vuitè lloc de la lliga italiana, l'equip va guanyar la primera Copa d'Itàlia della società. En un tram on va eliminar a la Juventus en temps suplementari, per un marcador final de 2-1, l'equip llombard va disputar la final davant del Padova (que havia eliminat a l'Inter), el 14 de juny de 1967 a l'Olímpic de Roma, aconseguint imposar-se pel compte mínim, gràcies a un gol d'Amarildo (la qual va ser la seva última temporada en el Milan) en el quart minut del temps complementari.

### Rocco i el seu segon període (1967-1973)
Per a la successiva temporada (1967/68), Nereo Rocco va retornar com a director tècnic de l'equip, on va comptar amb el serveis del suec Kurt Hamrin, l'experimentat porter Fabio Cudicini (Ragno Nero), Saul Malatrasi i el retorn de Pierino Prati, qui havia debutat en la campanya anterior amb el Milan, sent cedit al Savona de la Sèrie B. Gràcies als gols de Prati (capocannoniere amb 15 punts), Hamrin i Sormani, el Milan es va proclamar campió d'Itàlia per novena vegada, guanyant amb relativa comoditat i dominant plenament en la segona meitat del campionat, totalitzant nou punts d'avantatge sobre el seu més proper perseguidor, una vegada finalitzades les trenta jornades. En la Copa d'Itàlia, l'equip va aconseguir classificar-se al grup final (modalitat que es va mantenir des d'aquella edició fins al 1971) o all'italiana, compartint el grup al costat del Bologna, Inter i Torino. Després de vèncer per 4-2 als nerazzurri, l'equip va caure per 1-2 davant del Bologna, perdent el torneig després de la victòria del Toro per 2-1 sobre l'Inter. En l'àmbit europeu i en la seva primera participació en la Recopa d'Europa, l'equip va eliminar en semifinals al FC Bayern de Múnic (2-0 a Itàlia i empat sense gols a Alemanya), per accedir a disputar la final davant de l'Hamburger SV, sobre el qual es va imposar per 2-0 (amb una doppietta de Hamrin), aconseguint així, el seu segon títol a nivell internacional. Aquella campanya va significar el comiat de Kurt Hamrin (amb 37 anys) de l'equip.
Amb el reforç de Néstor Combin (francès d'origen argentí), la dècada de glòria va tenir fermall d'or en aconseguir en consagrar-se, una vegada més, en l'àmbit internacional després de conquerir per segona vegada la Lliga de Campions, en la campanya de 1968/69. El partit decisiu es va disputar a l'estadi Santiago Bernabéu de Madrid, un 28 de maig de 1969, enfront de l'Amsterdamsche Football Club Ajax dels Països Baixos, que comptava en aquella època amb un jove Johan Cruyff. Davant 31 mil espectadors, el quadre de Nereo Rocco es va imposar per 4-1, gràcies a un gol d'Angelo Sormani i una tripletta de Pierino Prati (en un equip compost per Fabio Cudicini; Saul Malatrasi, Angelo Anquilletti, Karl-Heinz Schnellinger, Roberto Rosato, Giovanni Trapattoni; Giovanni Lodetti, Gianni Rivera; Kurt Hamrin, Angelo Sormani i Pierino Prati). En el campionat italià, l'equip va disputar el títol davant de l'Fiorentina i el Càller de Gigi Riva. El Milan es mantenia en la segona ubicació, a dues unitats de la squadra viola, però en la penúltima jornada, un empat sense gols davant del Napoli i la subsegüent victòria de la Fiorentina de 2-0 davant de la Juventus, va acabar amb el títol a Florència. L'equip va finalitzar en la tercera ubicació. Una vegada finalitzada la campanya i després de set jornades en el Milan, Bruno Mora es va retirar del futbol.
Ja donant inici a la temporada de 1969/70, el Milan es va adjudicar la seva primera Copa Intercontinental, després de vèncer a Estudiantes de la Plata de l'Argentina per 3-0 a Itàlia i resisitir l'1-2 en contra, en condició de visita. En la seva setena participació en la Copa de Campions, va quedar eliminat en segona ronda davant del Feyenoord neerlandès (fet i fet, campió d'aquella edició). En el campionat italià, el quadre llombard va culminar en la quarta ubicació. Al final d'aquella campanya i després de disputar més de 200 partits en el Milan, Giovanni Lodetti va ser traspassat per la Sampdoria.
La temporada de 1970/71, pel Calciomercato Estivo, Lodetti (qui va passar a les files de la Sampdoria) i Sormani es van desvincular de l'equip, arribant, en reemplaçament, jugadors com Giorgio Biasiolo, Giulio Zignoli i Romeo Benetti. El Milan, guiat per Rocco i Rivera, seguia disputant tornejos a gran nivell, arribant al grup final de la Copa d'Itàlia. Després de vèncer a la Fiorentina (líder en aquell moment) en l'última jornada, l'equip va acabar igualat en punts amb el Torino, per la qual cosa el títol va haver de dirimir-se en un partit únic, jugat a Gènova. Després d'empatar sense gols en el temps reglamentari i en el suplement, el quadre rossonero va caure finalment per 5-3 en la definició per penals. En el campionat local, l'equip va disputar pam a pam el scudetto davant l'Inter, finalitzant a la segona plaça. Aquesta posició, el va classificar (al costat d'altres tres equips) a la recentment instaurada Copa de la UEFA.
Per a l'inici de la següent temporada (1971/72), es va retirar Giovanni Trapattoni, mentre que l'equip es va renovar amb l'arribada de Giuseppe Sabadini, Alberto Bigon i Riccardo Sogliano. L'equip va aconseguir arribar fins a les semifinals de la Copa de la UEFA, on va caure davant del Tottenham anglès (fet i fet campió), per un global de 2-3. Aquella campanya va portar amb si la conquesta de la segona Copa d'Itàlia, després de deixar en el camí a la Juventus i l'Inter de Milà, en la lligueta de semifinals i disputar la final davant del Napoli, al qual va vèncer per 2-0 (amb un gol de Rosato i un altre en pròpia porta). En el campionat local, el quadre rossonero va acabar novament en la segona ubicació, arribant a definir-ho tot a l'última jornada.

### La conquesta deL'Stella d'Oro
Després de la desvinculació de Nereo Rocco de l'equip, després de dos períodes d'un total de vuit temporades com a entrenador del Milan, el president Albino Buticchi va assignar a Gustavo Giagnoni com a nou director tècnic per a la temporada de 1973/74. L'equip va disputar la primera edició de la Supercopa d'Europa on va ser derrotat per l'Ajax de Johann Cruyff (el qual, en aquells dies, dominava Europa), després d'haver guanyat 1-0 a Milà i caure per 0-6 a Amsterdam. Durant aquella campanya es va aconseguir arribar a una nova final de la Recopa d'Europa, deixant al Borussia Mönchengladbach alemany (estendard del futbol alemany en els '70 al costat del FC Bayern de Múnic) a les semifinals, per un global de 2-1 (2-0 a casa i 0-1 de visita). Malgrat això, l'equip va caure a la final davant del sorprenent 1. FC Magdeburg (de l'antiga RDA) per 0-2. Per al final de la campanya i després de 284 partits amb el Milan al llarg de nou temporades, Schnellinger es va acomiadar del club per retornar a Alemanya, mentre que Sogliano es va retirar del futbol.
Per a la temporada 1974/75 i amb la consolidació d'Aldo Maldera (conegut com a Maldera III) en la titularitat de l'equip, l'arribada del porter Enrico Albertosi (cedit del Càller) i l'arribada d'Aldo Bet; el quadre rossonero va acabar cinquè a la lliga, amb el qual va accedir a disputar la Copa de la UEFA. En la Copa d'Itàlia es va seguir destacant superant a l'Inter de Milà i a la Juventus en la lligueta de semifinals, per la qual cosa va aconseguir arribar a la final, la qual es va disputar el 28 de juny a l'estadi Olímpic de Roma, on l'equip no va poder doblegar a l'Fiorentina, davant la qual va caure per 2-3 (sense poder comptar amb el treball de Gianni Rivera).
Donant inici a la temporada 1975/76, va finalitzar la presidència de Buticchi, sent Bruno Pardi (a qui el va reemplaçar Vittorio Duina al final de temporada) el nou timoner de la societat. L'equip va aconseguir un meritori tercer lloc a la lliga i va arribar a quarts de final de la Copa de la UEFA, en la qual va caure contra el Club Bruixotes de Bèlgica per un global de 2-3 (0-2 de visita i 2-1 en condició de local).
Malgrat les contractacions de Fabio Capello i el debut a la Sèrie A de Fulvio Collovati (format a l'equip juvenil del Mian), l'equip va sofrir la pèrdua de Romeo Benetti i Luciano Chiarugi, dos elements fonamentals de l'esquema. El Milan va tenir un irregular acompliment en el campionat durant la temporada 1976/77, la qual cosa el va tenir a les portes de perdre la categoria. A causa d'una sèrie de 17 empats, solament 3 victòries i el deixar a l'equip (després de l'antepenúltima jornada i després de caure per 0-2 davant del Torino) en llocs de descens, l'entrenador Giuseppe Marchioro, va ser reemplaçat per Nereo Rocco. Per l'antepenúltima jornada, el Milan va rebre al Catanzaro, un rival directe per la lluita de la permanència. L'equip va aconseguir imposar-se per un marcador final de 3-2, no sense abans sofrir, després d'anar en avantatge per 3-0. Després de guanyar a l'AC Cesena per 2-0 (amb una doppietta de Gianni Rivera), el club aconseguia mantenir-se a la màxima categoria. Malgrat els detalls, Il Diavolo va accedir a una nova final de la Copa d'Itàlia on l'esperava l'Inter de Milà, al qual va derrotar per 2-0, adjudicant-se el trofeu per quarta vegada en la seva història. L'equip també va tenir una destacada participació en la Copa de la UEFA, arribant fins a la tercera ronda, on va caure davant de l'Athletic Club (per un global de 4-5, arran d'un 1-4 a Espanya i un 3-1 a Itàlia), però estant a un gol de forçar la pròrroga en el partit de tornada disputat a San Siro.
Per a la campanya de 1977/78, Nils Liedholm va assumir com a nou director tècnic de l'equip i amb reforços de jugadors com Roberto Antonelli i Ruben Buriani, el Milan va finalitzar en una meritòria quarta ubicació i atorgant-li a l'equip un nou aire de renovació, que es veia reflectit en el joc ofensiu que plantejava el suec. L'equip també va disputar, per quarta ocasió, la Recopa d'Europa, on va quedar eliminat en primera ronda davant del Betis espanyol, per un global de 2-3 (0-2 a Espanya i 2-1 a Milà). El 23 d'abril de 1978, en una victòria per 2-1 sobre l'Hellas Verona, va debutar a la Sèrie A Franco Baresi, futur banderer i capità del Milan. Al final de la temporada, Sabadini es va unir a les files del Catanzaro.
La temporada 1978/79 tancava la dècada dels setanta, la qual va significar el retir de Gianni Rivera (qui va disputar 650 partits i va concretar 160 gols amb el Milan) i la conquesta del desè títol de lliga (L'Scudetto della Stella). Amb els reforços de Walter Novellino (provinent del Perugia Calcio) i de Stefano Chiodi (procedent del Bologna), Liedholm va armar un quadre competitiu que exercia la seva filosofia de futbol ofensiu, plasmat en el seu esquema amb un únic punta (Chiodi), que era proveït pel constant perill que exercien a l'esquena jugadors com Maldera, Novellino, Antonelli i Bigon. L'esquadra de Liedholm va començar de gran manera el campionat, guanyant nou dels deu punts possibles després de les primeres cinc jornades disputades. Pel girone di ritorno, l'equip no va deixar anar el punta i gràcies a un empat del Perusa (el seu únic perseguidor i qui va acabar sense conèixer derrotes) en la penúltima jornada, es consagrava com a campió d'Itàlia per desena ocasió en la seva història. Va ser a partir d'aquest trofeu que el Milan va incorporar a la seva samarreta l'Stella d'Oro (estrella d'or al mèrit esportiu). En l'àmbit europeu, l'equip va aconseguir situar-se novament en la tercera fase de la Copa de la UEFA, on va quedar eliminat davant del Manchester City FC anglès, després d'empatar a dos gols a Itàlia i perdre per 0-3 a Anglaterra.

### Els anys difícils (1980-1986)
Després d'acabar tercers en la temporada 1979/80 i de quedar eliminats en primera ronda de la Copa de Campions (enfront del FC Porto, després d'empatar sense gols en l'anada i caure per 0-1 a Milà), el president del club rossonero, Felice Colombo, entre altres dirigents del club, va estar involucrat en el denominat Totonero. Després del seu respectiu judici (en el qual Colombo i el porter del club, Enrico Albertosi, van ser sancionats per a tota la vida) el Milan (entre altres clubs com la SS Lazio, l'Avellino i el Bologna) va descendir a la Sèrie B del futbol italià.
Per a la temporada subsegüent (1980/81), l'esquadra aconseguia l'ascens a la Sèrie A després d'acabar en la primera posició del campionat, amb Roberto Antonelli com capocannoniere del torneig i sota la presidència de Gaetano Morazzoni. En la Copa d'Itàlia, l'equip no va passar la primera fase, on va poder enfrontar a l'Inter de Milà, davant del qual va perdre per la mínima.
La temporada 1981/82, amb Giuseppe Farina com a president del club i després d'una desafortunada campanya, el club va tornar novament a la Sèrie B.
Sota la guia d'entrenador Ilario Castagner (en la temporada de 1982/83), el Milan va aconseguir ser promogut a la Sèrie A (després d'acabar en la primera posició), gràcies, en gran part, a les grans actuacions de Mauro Tassotti (sent capità) i Alberigo Evani, dues futures estrelles de la societat.
En una temporada de transició (1983/84), al Milan van arribar Filippo Galli (qui va jugar fins al 1997, disputant 217 partits amb la maglia rossonera) i Luciano Spinosi, entre altres reforços, amb els quals, l'equip es va situar en la vuitena posició.
Farina es va obstinar a construir una esquadra competitiva, contractant a Nils Liedholm (després dels seus excel·lents resultats al comandament de la Roma) com a entrenador i fitxant a jugadors com Pietro Paolo Virdis (qui va ser una peça clau en el ressorgiment del club), Mark Hateley (Attila), Ray Wilkins (Butch) i Agostino di Bartolomei. Així es donava inici a la temporada 1984/85, on l'equip va aconseguir un meritori cinquè lloc que li donava accés a disputar la Copa de la UEFA. En la Copa d'Itàlia i després d'eliminar a la Juventus i a l'Inter (en quarts de final i semifinal, respectivament), va disputar la final davant la Sampdoria, davant la qual va caure per un global d'1-3. El 20 de gener d'aquella temporada, va debutar davant l'Udinese, Paolo Maldini (un dels màxims emblemes de la història del Milan).
Per a la següent campanya (1985/86), el Milan va contractar a Paolo Rossi (Pilota d'Or el 1982) qui va formar un trident al costat de Virdis i Hateley. Malgrat això, l'equip no aconseguia destacar-se en el campionat local. La sorprenent eliminació en la tercera ronda de la Copa de la UEFA, davant del Waregem belga, va desencadenar en la dimissió de Farina com a president del club.

### La reconstrucció del club i la reconquesta d'Europa
Després de la sortida de Farina, el Milan va ser adquirit el 20 de febrer de 1986 per Silvio Berlusconi, convertint-se, ja pel 24 de març d'aquell any, en el vintè primer president de la societat. A més de dotar-lo de recursos econòmics, Berlusconi va implantar una nova mentalitat en l'equip, amb la finalitat de formar un equip competitiu. L'equip va finalitzar la temporada de 1985/86 en la setena posició.
La temporada de 1986/87, la squadra rossonera iniciava el recanvi, amb l'arribada de jugadors com Roberto Donadoni, Daniele Massaro, Giuseppe Galderisi, Dario Bonetti i el porter Giovanni Galli; tots ells sota la tutela de l'històric Nils Liedholm. Després d'un difícil inici, el suec va ser reemplaçat per Fabio Capello (campió com a jugador en el Milan de la Copa d'Itàlia en el '77 i del dècim scudetto en el '79. El jove entrenador va aconseguir aixecar a l'equip fins a la cinquena casella (tenint a Pietro Paolo Virdis com capocannoniere amb 17 punts), per la qual cosa igualava en punts amb la UC Sampdoria. El contingent a la Copa UEFA va haver de decidir-se en un únic partit disputat contra el Torino, que l'equip rossonero es va adjudicar per la mínima diferència en el temps suplementari. Al final de la temporada, l'equip va aconseguir adjudicar-se la tercera edició del Mundialet de Clubs.

#### Elsimmortalsde Sacchi (1987-1991)

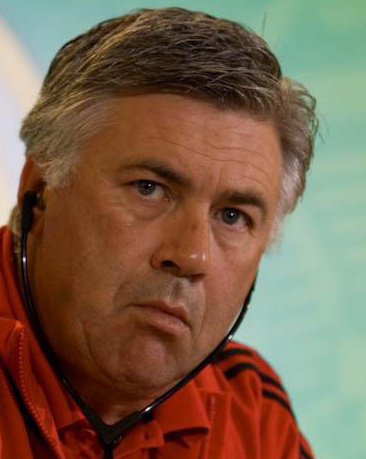
Carlo Ancelotti va guanyar la Lliga de Campions de la UEFA en dues ocasions com a entrenador del Milan.

Per a la temporada de 1987/88, el Milan va estrenar al prometedor Arrigo Sacchi (exParma) com a nou entrenador de l'equip, qui professava un futbol total basat en un pressing continu, la conquesta dels espais dins del camp, una defensa en zona, un notable maneig de la tàctica del fora de joc i un gran nombre de jugadors polivalents que suplien als davanters. El mètode de Sacchi era abans de res impressionant per la sensació de bloc col·lectiu que desprenia. Tots els jugadors es desplaçaven en conjunt i al mateix temps en la direcció de la pilota, baixaven i pujaven, no solament tots junts, sinó romanent a la mateixa distància uns d'uns altres, sense perdre més d'un metre. Era una màquina d'una eficàcia temible, que emularien després molts altres equips. Sacchi també va comptar amb un grup de primer ordre a disposar, en una sòlida defensa, de la guia del capità Franco Baresi, sumat a Paolo Maldini, Alessandro Costacurta i Mauro Tassotti. La resta dels estrats del camp, incloïen la solvència del porter Giovanni Galli, un ferri migcampista compost per Roberto Donadoni, Angelo Colombo i Carlo Ancelotti; al que se sumava l'atac de talents com Marco van Basten i Ruud Gullit, els qui desplegaven el seu joc en la companyia de l'instint golejador de Pietro Paolo Virdis. Amb Van Basten lesionat i perdent-se pràcticament tota la temporada, el Milan concentrava les seves forces en el torneig local (després de quedar eliminat en la segona ronda de la Copa de la UEFA enfront de l'Espanyol per un global de 0-2), disputant-lo davant del Napoli de Maradona. La victòria en el San Siro davant del campió italià per 4-1, marcaria l'inici d'una apassionant remuntada en la taula de posicions de l'squadra rossonera. A només tres jornades del final del campionat i amb el Napoli avantatjant al Milan per una unitat, el quadre de Sacchi visitava l'Stadio San Paolo on l'equip va aconseguir imposar-se per 2-3, situant-se com a exclusiu líder. Després de l'empat 1-1 contra el Como en l'última jornada, el Milan va guanyar el seu onzè scudetto. Va ser en aquesta lliga on va néixer el grup i la denominació de Gli Immortali di Sacchi (els immortals de Sacchi), a més de donar inici a un dels períodes més gloriosos en la història del club.

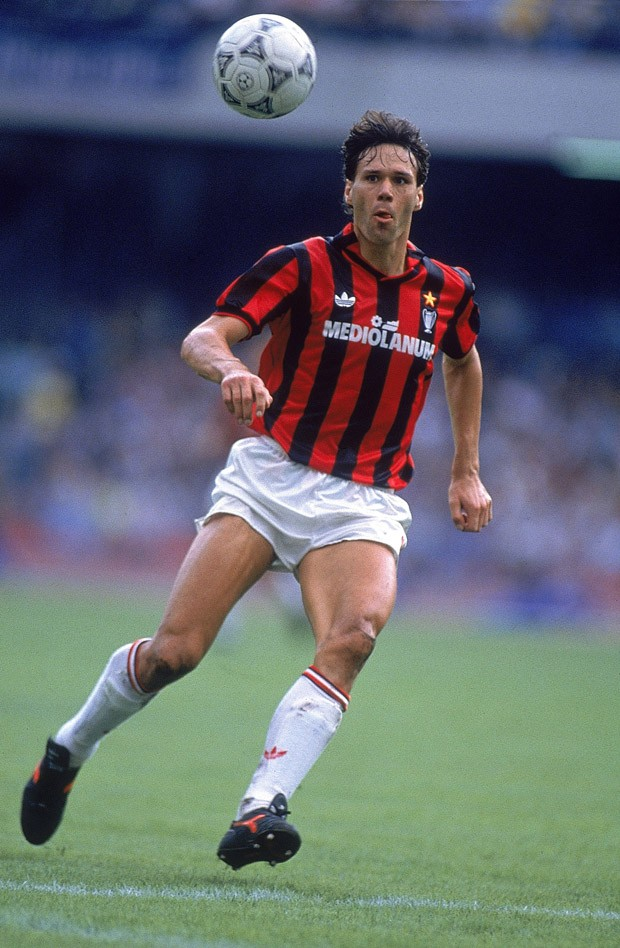
Marco van Basten, jugador del Milan entre 1987 i 1995, on va ser una de les peces en la consecució de el scudetto, la Copa d'Europa de futbol i la Copa Intercontinental, a més de ser escollit com el millor jugador d'Europa i del Món.

En la successiva temporada (1988/89), es va configurar el llegendari trio neerlandès (a gairebé quaranta anys del cèlebre GreNoLi) amb l'arribada de Frank Rijkaard, en reemplaçament de l'argentí Claudio Borghi. El Milan donava inici a la campanya disputant la recentment instaurada Supercopa d'Itàlia (la qual enfronta als guanyadors del scudetto i la Copa d'Itàlia) davant la UC Sampdoria en el Giuseppe Meazza. Després d'anar per sota en el marcador, va aconseguir imposar-se per 3-1 gràcies als punts de Graziano Mannari, Rijkaard i Van Basten. L'equip va tornar a disputar la Copa de Campions, on en la segona ronda es va enfrontar a l'Estrella Roja de Belgrad. Després d'igualar 1-1 a Milà, l'squadra de Sacchi es va veure en desavantatge de 0-1, a més d'haver de disputar la resta del partit amb un home menys (després de l'expulsió de Virdis). A hores d'ara, el partit va haver de suspendre's momentàniament a causa d'una densa boirina, però després de la represa, el quadre rossonero va aconseguir igualar el marcador i forçar els penals, on finalment es va imposar per 4-2. En quarts de final es va enfrontar al Werder Bremen alemany, al qual va eliminar en una molt tancada eliminatòria, després d'igualar sense gols a Alemanya i sentenciar tot després d'un 1-0 a San Siro. La semifinal la va disputar davant del Reial Madrid, on va igualar a Espanya (en un partit que el va tenir com a clar dominador i on li van anul·lar un legítim gol) per 1-1 gràcies a la contundència golejadora de Van Basten. La definició es va tancar gràcies al memorable 5-0 a Milà. Aquesta victòria va situar al Milan en la final que es va disputar en el Camp Nou i enfront del temible equip romanès de l' Steaua Bucarest (campions d'Europa el 1986). La victòria contundent (magistral a nivell tant tàctic com tècnic) de 4-0 va deixar en evidència el vistós joc de l'equip i les grans individualitats que posseïa, en ser Gullit i Van Basten (amb una doppietta de cadascun) els qui concretessin els gols que li atorgaven al Milan, la seva tercera Copa de Campions i el seu sisè títol a nivell internacional. En el campionat local, l'equip va acabar en la tercera ubicació.
Igual que la temporada anterior, el club va seguir encantant a Europa i al món amb grans actuacions. La temporada de 1989/90, el va veure coronar-se amb l'obtenció de la primera Supercopa d'Europa després de batre, amb un únic gol d'Alberigo Evani en l'anada (després d'igualar 1-1 a Espanya), al Futbol Club Barcelona. A això se li va sumar la conquesta de la segona Copa Intercontinental, després de vèncer a l'Atlético Nacional de Colòmbia, a Tòquio (Japó). En un disputat partit amb tots dos conjunts jugant amb una gran cautela i finalitzant en empat sense gols en el temps regular, la trobada es va definir en el minut 118', després d'un gol de tir lliure d'Evani. La resta de la campanya va tenir a un Milan a un pas d'aconseguir el considerat trèvol (L'obtenció del Campionat, la Copa Nacional i la Copa de Campions). El títol de lliga (amb Van Basten com a màxim golejador del torneig amb 19 punts) el va disputar pam a pam amb el Napoli, cedint la punta (compartida) a una jornada del final. En la Copa d'Itàlia, el Milan va eliminar en semifinals al Napoli, després d'empatar sense gols a Milà i vèncer gràcies als punts de Massaro i Van Basten, per 3-1 en l'anada. D'aquesta manera va accedir a una nova final, la qual va perdre per un global de 0-1 davant de la Juventus. En el front internacional, l'squadra va revalidar el títol de campió d'Europa, després d'un complex tram. Per a la segona ronda, l'equip es va tornar a enfrontar al Reial Madrid, al qual va eliminar després d'imposar-se per 2-0 a Itàlia i resistir un 0-1 en l'anada. La clau de semifinals la va disputar davant del FC Bayern de Múnic, al qual va derrotar per 1-0 en el San Siro i gràcies a un gol vital de visitant, l'equip va poder sortejar l'1-2 en contra a Alemanya. D'aquesta manera, el Milan va accedir a la seva cinquena final de la Copa de Campions, la qual va tenir lloc a Viena, el 23 de maig de 1990 i enfront del Benfica. Gràcies a unes línies organitzades i un solitari gol de Frank Rijkard al minut 23' del temps complementari, el Milan va afegir a les seves vitrines la seva quarta orelluda.
La temporada de 1990/91 i després que marxés Giovanni Galli al Napoli, l'equip es va estrenar amb l'obtenció de la segona Supercopa d'Europa, en derrotar a la UC Sampdoria per 2-0 en el San Siro (amb gols de Gullit i Van Basten), després d'haver aconseguit igualar 1-1 en l'anada (gràcies a un gol d'Evani). Els dirigits per Sacchi, també van revalidar la Copa Intercontinental, després de vèncer clarament a l'Olimpia del Paraguai per 3-0, gràcies a dos gols de Rijkaard (minuts 43' i 65') i un de Giovanni Stroppa (minut 61'). En la Lliga de Campions, l'squadra rossonera va disputar els quarts de final davant de l'Olympique de Marsella. En el partit de tornada i després d'igualar 1-1 a Itàlia, l'equip es trobava en desavantatge de 0-1, quan pocs minuts abans del final, un dels reflectors de l'estadi es va apagar. El Milan no va tornar al camp en forma de protesta, una vegada solucionat el problema tècnic, per la qual cosa se li va impossibilitar la participació a Europa a l'any següent. En el campionat local, l'equip va acabar en la segona ubicació després de la Sampdoria. Al final de la campanya, Arrigo Sacchi va dimitir com a entrenador per fer-se càrrec de La Nazionale, i el Milan iniciava una nova etapa al comandament, una vegada més, de Fabio Capello. Es va especular que l'equip format per Arrigo Sacchi va ser el millor equip de la història.

#### Elsinvenciblesde Capello (1991-1996)
Al llarg de tota la temporada de 1991/92 i durant tota la seva carrera en el Milan, l'entrenador friülà va ser reconegut pels seus dots de gran motivador i pel de desenvolupar un estricte treball amb els seus pupils. Enfocant-se en l'obtenció del campionat de lliga (el dotzè de la Societat), Capello i l'equip aconseguirien la seva comesa en un campionat rècord, que els va valer el sobrenom de Gli Invincibili (els invencibles). Amb el registre de 56 punts i sense conèixer la derrota en aquell campionat, el Milan es va transformar en el segon equip italià en acabar de manera invicta el campionat (al costat del Perugia Calcio de 1979) i el primer a guanyar-lo, mantenint la imbatibilitat durant tot el procés. Aquell conjunt va obtenir un total de 74 punts (una mitjana de 2 per partit), concretant alguns memorables partits per al club, com el 5-0 al Napoli, el 5-1 a la Sampdoria (defensora del títol) o el 2-1 al Rangers FC (el millor equip del planeta en aquella època). En el context individual, el Milan va destacar en adjudicar-se Van Basten (per segona ocasió en la seva carrera) el títol de capocannoniere amb 25 gols.
Després de l'obtenció del scudetto rècord, el Milan posava els seus ulls a Europa, però sense deixar de costat l'altre succés a nivell local. Durant la campanya de 1992/93, la societat va adquirir, per al mercat estival, jugadors de calibre com l'internacional francès Jean-Pierre Papin (Pilota d'Or el 1991), el croat Zvonimir Boban, el serbi Dejan Savićević, i els italians Stefano Eranio i Gianluigi Lentini. La temporada va prosseguir la marxa triomfal del Milan de Capello en conquerir la segona Supercopa d'Itàlia, després de vèncer el Rangers FC per 1-0, en un partit que va començar amb Van Basten concretant el primer desequilibri i amb Daniele Massaro liquidant el duel (a 20 minuts del final), després del transitori 0-0. En el campionat de lliga, el Milan va aconseguir estendre a 58 els partits sense conèixer derrotes en la Sèrie A, tota una marca a nivell local i un dels invictes més perllongats en el pla internacional. Repetint el sòlid camí (amb emocionants partits com el 7-3 a l'Fiorentina o el 5-4 al Pescara) del torneig precedent, el Milan va mantenir el lideratge i el control del campionat des de la primera jornada, culminant amb el bicampionat i l'obtenció del decimotercer scudetto. Lamentablement per al club i després de tretze jornades, la plantilla va perdre a Van Basten a causa dels seus persistents problemes físics. Operat a Bèlgica, el cigno di Utrecht es retrobaria amb el grup després de cinc mesos de recuperació. En el camp continental de la Copa de Campions (anomenada aquesta temporada com a Lliga de Campions de la UEFA), Il Diavolo es confirmava com una molt sòlida esquadra en vèncer els seus deu partits disputats, marcar 23 punts i veure vençuda la seva tanca en tan sols una ocasió. L'equip va finalitzar primer del seu grup (tenint de rivals a l'IFK Göteborg, el PSV i el FC Porto) i va accedir a disputar la seva sisena final, en un partit jugat a l'Olympiastadion de Múnic davant de l'Olympique de Marsella. Contra tots els pronòstics, l'equip va caure pel compte mínim davant del quadre francès. Aquell partit va significar l'última aparició en un camp de joc del gran Marco van Basten.

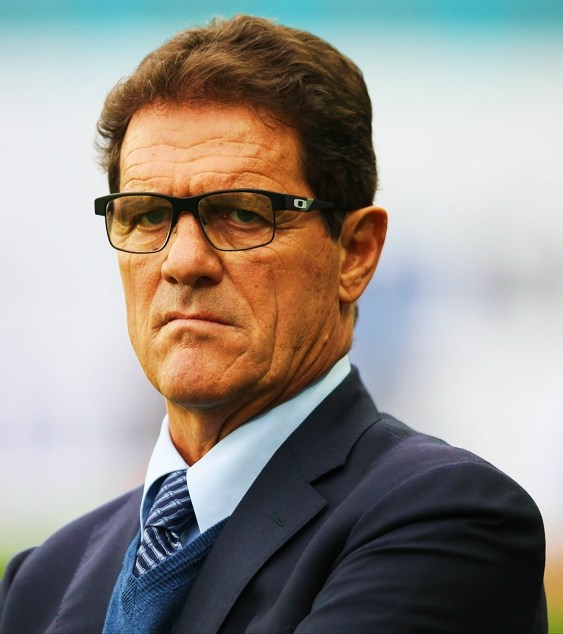
Fabio Capello, autor intel·lectual d'un dels cicles més reeixits de la història del Milan.

La temporada de 1993/94, el Milan va canviar noms, com el del trio neerlandès (en ser Gullit i Rijkaard traspassats i Van Basten va estar a prop de la retirada per una sèrie d'infortunis), Alberigo Evani (després de tretze anys amb el club, va ser cedit a la Sampdoria) i Gianluigi Lentini (víctima d'un greu accident automobilístic, va quedar fora de l'equip per la resta de la campanya). Durant el mercat de fitxatges, la plantilla va acoblar a jugadors com Brian Laudrup, Florin Răducioiu, Christian Panucci i (a mitjan temporada) Marcel Desailly. Marco Simone va esdevenir un titular indiscutible i determinant en els resultats al costat de Jean-Pierre Papin. En l'inici de la temporada, el Milan es va adjudicar un nou trofeu en revalidar la Supercopa d'Itàlia, després de vèncer (en una final jugada a Washington, Estats Units) al Torino, amb un únic gol de Marco Simone als quatre minuts del primer temps. Liderant el campionat local, l'equip va disputar la Copa Intercontinental, el 12 de desembre de 1993, en reemplaçament de l'Olympique de Marsella, arran dels casos de corrupció ocorreguts en el si del club francès. Aquella final, jugada contra el Sao Paulo del Brasil, la va veure dues vegades en desavantatge, però aconseguint igualar les accions (Massaro al minut 48' i Papin al 81'), encara que finalment i a quatre minuts del final, l'equip va acabar caient per 2-3, en una disputada final. Per a gener i febrer de l'any següent, l'equip va participar (també pel cas de corrupció de l'Olympique de Marsella) en la Supercopa d'Europa, la qual va perdre davant del Parma, després de guanyar per 1-0 en l'anada (gol de Papin) i de caure per 0-2 a San Siro (amb un gol en el cinquè minut del temps suplementari). En el camp local, el Milan aconseguiria establir un domini en la Sèrie A, en aconseguir el catorzè scudetto de la societat i el tercer de manera consecutiva (a dues jornades del final del campionat). Aquell torneig va portar nombres rècord com la imbatibilitat del porter Sebastiano Rossi (929 minuts sense rebre un gol en la Sèrie A) i la xifra de gols en contra (15 en 34 jornades). El prolífic any es tancaria en el pla europeu en arribar invicte a la tercera final de manera consecutiva de la Lliga de Campions (la setena en la història d'Il Diavolo). El partit disputat a Atenes, el 18 de maig de 1994, el va mesurar davant del Futbol Club Barcelona (el denominat Dream Team de Johann Cruyff). Sense ser considerat com a favorit, el Milan va jugar la que pot considerar-se com la millor final disputada per la societat en la Lliga de Campions. Amb una doppietta de Massaro, un extraordinari gol de Savićević i la làpida de Desailly, els rossoneri van aconseguir imposar-se per un categòric 4-0. Així van aconseguir portar a Itàlia la cinquena orelluda del club i el dotzè trofeu a nivell internacional.
L'era Capello continuava en el camí de l'èxit en iniciar la temporada de 1994/95 amb l'obtenció, a l'agost, de la Supercopa d'Itàlia (la quarta del club i la tercera de manera consecutiva), en un partit disputat a San Siro, on el Milan es va imposar a la Sampdoria per 4-3 en els penals, després d'empatar 1-1 en el temps regular i suplementari (amb un gol de Gullit que igualava el marcador a set minuts del final dels noranta minuts). En un campionat una mica irregular, l'equip va finalitzar en la quarta ubicació, però no sense abans disputar la Copa Intercontinental de 1994, la qual va perdre per 2-0 davant del Club Atlético Vélez Sarsfield de l'Argentina i conquerir, al febrer de l'any següent, la tercera Supercopa d'Europa de la societat i el dècim tercer torneig a nivell internacional. Aquell trofeu el va obtenir davant de l'Arsenal FC, al que, després d'empatar sense gols a Anglaterra, el va vèncer per 2-0 a Milà, després de sengles gols de Boban i Massaro (al minut 41' i 67', respectivament). En la Lliga de Campions, l'equip va tenir un dur escull (en la fase de grups) davant l'Amsterdamsche Football Club Ajax, perdent tots dos partits davant del quadre neerlandès. Els dirigits per Capello, van aconseguir imposar-se als altres rivals, però havent de disputar els seus dos últims partits de local en el grup, en un camp neutre de la ciutat de Trieste, després d'un incident en la victòria de l'equip per 3-0 davant l'Austria Salzburg, a San Siro. Al Milan se li va penalitzar amb dos punts, per la qual cosa es va classificar gràcies a la diferència de gols (després de totalitzar cinc unitats). En els quarts de final es va mesurar al Benfica, al qual va eliminar per un global de 2-0 (2-0 a Milà i igualtat sense gols a Lisboa), accedint a les semifinals on va aconseguir deixar en el camí al Paris Saint-Germain, després d'aconseguir guanyar per 0-3 en l'anada i liquidar a San Siro després d'empatar 0-0. D'aquesta manera, el Milan va accedir a disputar la seva cinquena final en set anys i la tercera de manera consecutiva. El partit decisiu va tenir lloc a Viena, el 24 de maig de 1995 i davant l'Amsterdamsche Football Club Ajax, on, en una molt disputada final, l'equip va caure després d'un únic gol de Patrick Kluivert, a dos minuts del final del temps regular.
La temporada de 1995/96, l'última del cicle de Capello i del decennio d'oro del Milan, va donar inici amb l'arribada d'Il Codino Roberto Baggio (Pilota d'Or el 1993) i de l'atacant liberià George Weah (provinent del Paris Saint-Germain). Sota la guia de Big George (autor d'onze gols), Baggio i Marco Simone, el Milan va aconseguir establir-se en el liderat amb un còmode avantatge de vuit punts sobre la Juventus Football Club, en un campionat plenament dominat per la squadra rossonera, conquerint així, el quinzè títol de lliga de la societat. En la Copa UEFA i després d'un sòlid camí, l'equip va caure en quarts de final per 0-3 davant del Girondins de Bordeus (a França), després d'haver guanyat per 2-0 en el partit d'anada disputat a San Siro.

### L'inici d'una nova era
El Milan va iniciar la temporada 1996/97 al comandament de l'uruguaià Óscar Tabárez, qui va fitxar a jugadors com Christophe Dugarry, Edgar Davids, Michael Reiziger, Pietro Vierchowod, entre d'altres. El primer torneig en el qual va competir va ser la Supercopa d'Itàlia (sent la cinquena vegada que la disputava) la qual va perdre per 1-2 davant de l'Fiorentina. En la Lliga de Campions, l'equip va acabar eliminat en la fase de grups, després de perdre per 2-1 davant del Rosenborg BK. Tabarez va ser reemplaçat per Arrigo Sacchi, però no va poder revertir la sort de l'equip, que va acabar en l'onzena posició. Al final de la temporada, es van acomiadar els històrics Franco Baresi (retirant el dorsal número 6 en honor seu) i Mauro Tassotti.
La temporada de 1997/98 Fabio Capello va prendre novament les regnes de l'equip. Entre les contractacions que va sol·licitar i que els dirigents van aconseguir estaven jugadors com Christian Ziege, Ibrahim Ba, Patrick Kluivert, Giampiero Maini, Massimo Taibi, Winston Bogarde, Maurizio Ganz, Jesper Blomqvist, Steinar Nilsen, Andreas Andersson i Leonardo. Malgrat això l'equip va acabar en la desena casella de la Serie A. En la Copa d'Itàlia (torneig on es va destacar el 5-0 a l'Inter de Milà en els quarts de final), va aconseguir accedir a la final, la qual va perdre davant de la SS Lazio per un marcador global de 2-3.

#### De Zaccheroni a Maldini (1998-2001)
La temporada 1998/99, el Milan va posar a les mans d'Alberto Zaccheroni la seva esperança d'un repunt en un any de gran càrrega simbòlica en tractar-se del centenari de l'associació. Amb un joc ofensiu, un inusitat mòdul 3-4-3 i els fitxatges de jugadors com Oliver Bierhoff, Roberto Ayala, Luigi Sala, Bruno N'Gotty, Federico Giunti, Andrés Guglielminpietro i Thomas Helveg; Zaccheroni, Zac pels tifosis, va iniciar una temporada que tenia prevista una plaça a la Lliga de Campions. Cap al final de la campanya, l'equip va aconseguir una ratxa de sis victòries consecutives que el va deixar en la primera ubicació, per davant de la SS Lazio, dirigida llavors per Sven-Göran Eriksson. La definició es va resoldre en l'última jornada, on el Milan va aconseguir la seva setena victòria consecutiva en imposar-se per 2-1 sobre el Perugia en condició de visitant, per la qual cosa el quadre rossonero va obtenir el seu setzè scudetto.
La temporada de 1999/00 s'iniciava amb l'adquisició de l'ucraïnès Andrí Xevtxenko (procedent del Dinamo de Kíev) i el duel per la Supercopa d'Itàlia, el qual es va perdre per un marcador d'1-2, davant del Parma. La tornada a l'àmbit internacional va finalitzar amb l'eliminació en la fase de grups de la Lliga de Campions, en perdre per 2-3 davant del Galatasaray de Turquia. L'equip va concloure quart en la lliga, per la qual cosa va accedir a disputar la fase prèvia de la Lliga de Campions de la UEFA.
L'agost, el Milan va començar la temporada de 2000/01 guanyant l'eliminatòria davant del Dinamo de Zagreb gràcies a un 6-1 global, però en caure eliminat en la (en aquells dies) segona fase de grups i en vista d'una hipotètica final en el seu estadi, Zaccheroni era substituït per Cesare Maldini. L'equip va finalitzar en la sisena ubicació, per la qual cosa va accedir a disputar la Copa de la UEFA. La històrica golejada per 6-0 a l'Inter de Milà és el succés més recordat d'aquella temporada.

#### El cicle d'Ancelotti (2001-2009)

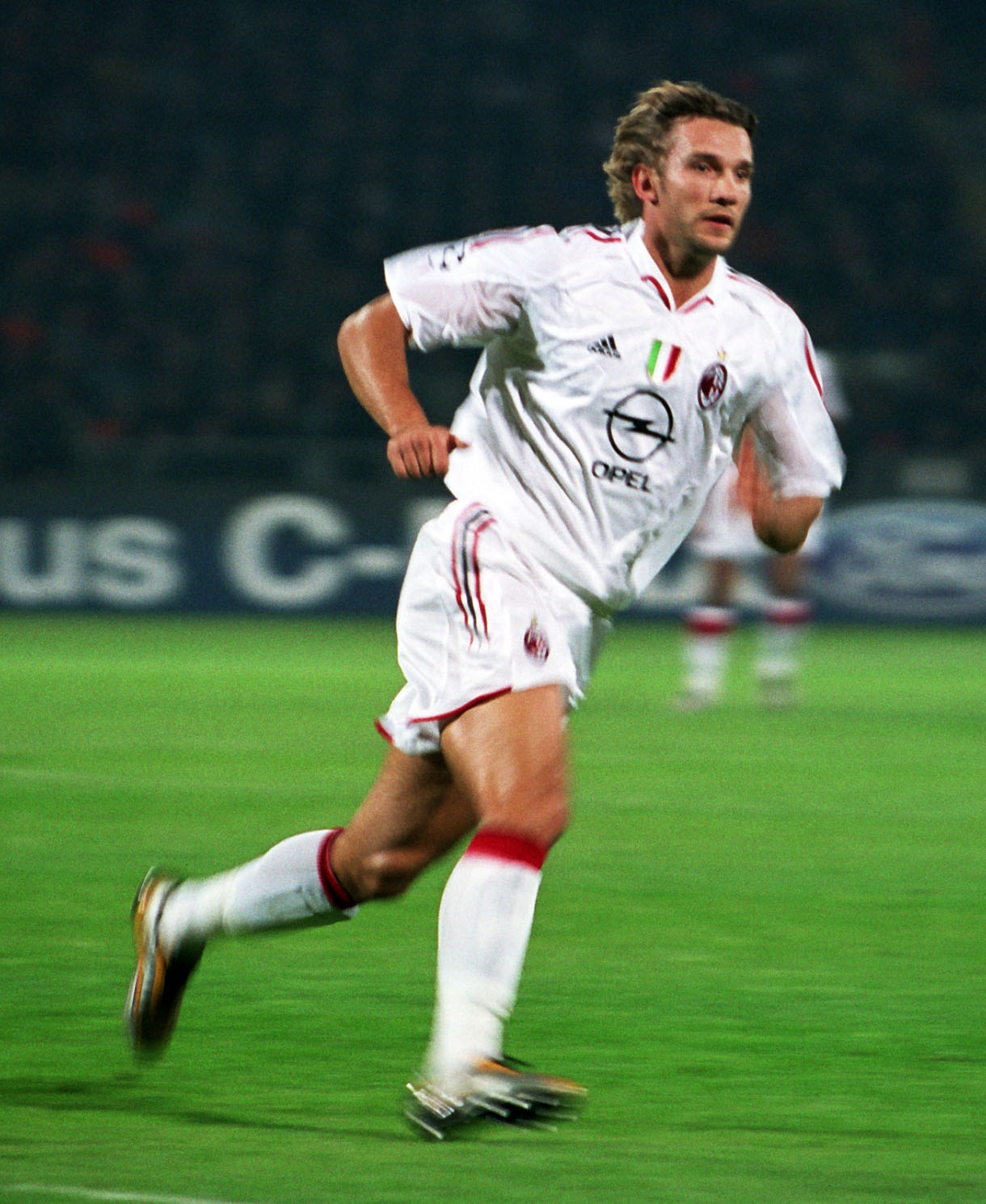
Andrí Xevtxenko, segon golejador històric del Milan.

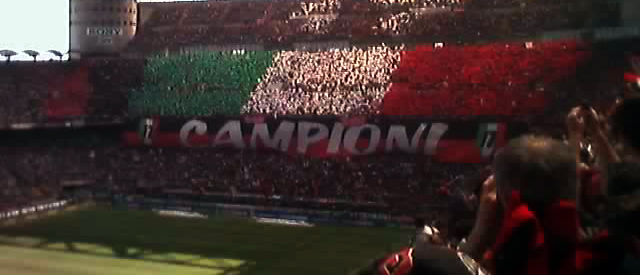
Festejos després de l'obtenció del dissetè Scudetto al maig de 2004.

Per a l'inici de la temporada 2001/02 i amb el turc Fatih Terim com a nou director tècnic, el Milan va fitxar a jugadors com Manuel Rui Costa, Filippo Inzaghi, Andrea Pirlo, Cristian Brocchi i Martin Laursen. Després d'un inici de campanya decebedora, Terim va ser reemplaçat per Carlo Ancelotti, qui es mantindria fins a l'any 2009 com a entrenador rosoonero, obrint un nou cicle d'èxits. En la Serie A, l'equip va aconseguir el quart lloc (que donava accés a la fase prèvia de la Lliga de Campions) en la lliga i posteriorment va arribar fins a semifinals de la Copa de la UEFA, on va ser eliminat pel Borussia Dortmund, després de caure per 0-4 a Alemanya i de guanyar per 3-1 a San Siro.
A l'estadi Old Trafford i amb la Juventus com a rival, sent la primera final disputada entre equips italians en aquesta competició. El quadre rossonero es va imposar per penals 3-2 després d'un empat sense gols. L'ucraïnès Andrí Xevtxenko va ser l'encarregat d'executar el penal decisiu que li atorgava al Milan la seva sisena Lliga de Campions. Tres dies després de la glòria europea, el Milan va disputar (a l'estadi San Siro) el partit de tornada en la final de la Copa d'Itàlia, davant de la Roma (a la qual havia vençut per 4-1 en l'anada). Malgrat veure's a sota per dos gols en el marcador, el descompte de Rivaldo atorgava una major tranquil·litat al quadre milanès. El marcador no es movia i per al tercer minut de descompte, quan els daus ja estaven tirats, Filippo Inzaghi va igualar el partit pel 2-2 definitiu. D'aquesta manera, el Milan es consagrava per cinquena vegada com a campió de la Copa d'Itàlia.
Ja en l'inici de la temporada 2003/04 i després de l'arribada de la jove promesa brasilera Kaká, al costat del també brasiler Cafú i l'italià Giuseppe Pancaro, el Milan va disputar la Supercopa d'Europa enfront del Porto sobre el qual es va imposar gràcies a un solitari gol d'Andrí Xevtxenko, afegint així a les seves vitrines, la seva quarta Supercopa Europea i el quinzè trofeu internacional. Per a l'epíleg de 2003, es va disputar la Copa Intercontinental, davant del Boca Juniors argentí, perdent la final en la definició per penals. Després d'un repunt en la lliga, va aconseguir establir-se en el liderat amb relativa comoditat i no el va deixar anar, guanyant la seva dissetena lliga a dues jornades del final.
La temporada 2004/05 va aconseguir la seva cinquena Supercopa d'Itàlia en vèncer a la SS Lazio per 3-0 (amb un triplet d'Andrí Xevtxenko). En el marc internacional, aconseguia la seva desena final de la Lliga de Campions vencent en el camí a esquadres com el Manchester United (en els vuitens de final i guanyant tots dos partits), l'Inter (en els quarts de final) i el PSV (en les semifinals i gràcies a un gol clau en els últims minuts de Massimo Ambrosini en el partit d'anada). Disputant la seva segona final en tres anys, va caure en la definició per penals davant del Liverpool FC després de l'increïble empat 3-3.
La temporada 2005/06, segueix sent protagonista del campionat local i la Lliga de Campions, arribant en aquesta última a les semifinals, després de vèncer (en dramàtics partits de tornada a San Siro) al Bayern de Múnic (en els vuitens de final i gràcies a un categòric 4-1 a Milà) i a l'Olympique de Lió (en els quarts de final i resolent l'eliminatòria en els últims minuts per 3-1). Va caure, en la qual va ser una disputada semifinal, davant del Futbol Club Barcelona per un marcador global de 0-1.
Després del denominat Moggigate, on va rebre sancions després d'haver demanat jutges de línia internacionals després de les polèmiques sofertes en el partit davant del Siena (derrota d'1-2 amb fallades arbitrals que li van costar al club rossonero el títol), el Milan va donar inici a la lliga 2006/07 amb una penalització de 15 punts (la qual es va reduir a vuit) i de 30 en la temporada anterior (2005/06), la qual cosa es va traduir en fitxatges de baix perfil. La situació es va agreujar encara més, després de la sortida d'Andrí Xevtxenko del club. Malgrat els contratemps, va aconseguir disputar la Lliga de Campions, on es va donar inici a una campanya èpica la qual va emprendre des de zero, partint per eliminar (en la tercera fase prèvia) a l'Estrella Roja de Belgrad (després de guanyar 1-0 a San Siro i 2-1 en l'anada), amb el qual va accedir a la fase de grups. Durant la resta del torneig, va aconseguir deixar en el camí a equips com el Celtic (en els vuitens de final per 1-0 a San Siro i en el temps afegit, després d'haver empatat sense gols a Escòcia), l'FC Bayern de Múnic (en els quarts de final empat 2-2 a Itàlia i 0-2 a Alemanya) i el Manchester United FC en les semifinals (va caure en un partit d'infart a Old Trattford per 3-2 i després va guanyar per un clar i més que just 3-0 a San Siro amb una gran actuació de Clarence Seedorf i Kaká). Després d'aquell llarg tram, l'equip va accedir a la seva onzena final en aquesta competició. El duel decisiu (jugat a Atenes) ho va tenir, una vegada més, cara a cara enfront del Liverpool, sobre el qual es va imposar per 2-1 gràcies als 2 gols de Filippo Inzaghi. D'aquesta manera va aconseguir la seva setena corona europea i la setzena a nivell internacional.
La temporada 2007/08, el Milan va disputar, per vuitena ocasió en la seva història, la Supercopa d'Europa davant del Sevilla FC espanyol, sobre el qual es va imposar per 3-1, adjudicant-se per cinquena ocasió aquest trofeu. Posteriorment, després de vèncer el Boca Juniors per un marcador de 4-2, es va transformar en el primer club europeu a obtenir la Copa Mundial de Clubs i en el club més gran a nivell internacional fins llavors amb 18 títols internacionals. El quadre rossonero va arribar fins als vuitens de final en la Lliga de Campions, on va quedar eliminat davant de l'Arsenal (derrota a San Siro per 0-2). En la Serie A va finalitzar en una decebedora cinquena ubicació, classificant-se per a la Copa de la UEFA.
Per a la temporada 2008/09, el Milan va anunciar el fitxatge de Ronaldinho. En la Serie A, el conjunt milanista va acabar en el tercer lloc, igualat a punts amb la Juventus, que va obtenir la segona posició. En la Copa de la UEFA va quedar eliminat per diferència de gols davant del Werder Bremen en els 18ns de final, després d'igualar a un gol a Alemanya i a dos a Itàlia en el partit de tornada. En la Copa d'Itàlia va quedar eliminat davant de la Lazio després de perdre 1-2 en un partit únic. Al final de la temporada i després d'aconseguir la classificació directa a la Lliga de Campions, Carlo Ancelotti va ser destituït (tancant un cicle on va guanyar, entre altres títols, 2 Lligues de Campions i un Scudetto) i reemplaçat per Leonardo, mentre que Paolo Maldini es va retirar del futbol després de jugar tota la seva carrera (25 temporades i 999 Partits oficials) en el Milan. En aquesta temporada va tornar al club en qualitat de cedit només per un any el davanter ucraïnès Andrí Xevtxenko, però el seu rendiment va ser bastant inferior al de les altres temporades en les quals va esdevenir un mite.

#### De Leonardo a Allegri i crisi futbolística
Després de la decisió de Carlo Ancelotti de dimitir i signar pel Chelsea FC d'Anglaterra, Adriano Galliani va oficialitzar com a nou director tècnic al brasiler, i antic jugador del club, Leonardo Nascimento d'Araújo. Després de la ressonant venda de Kaká al Reial Madrid, el Milan concreta poques contractacions, integrant durant el procés a jugadors filials, com Ignazio Abat i Lucca Antonini. Els pocs fitxatges, l'avançada edat dels jugadors i les lesions, van delmar a l'equip que va sofrir vergonyoses derrotes, com sengles 4-0 davant de l'Inter de Milà i del Manchester United FC. Així i tot, Leonardo va modificar el joc i l'esquema del quadre rossonero, passant del 4-3-1-2 al 4-3-3. Leonardo també va revalorar certs jugadors com Ronaldinho, Massimo Ambrosini, Marco Borriello o Lucca Antonini. Després de concloure la temporada, el quadre llombard va finalitzar en la tercera ubicació de la Serie A, amb 70 punts, quedant, al seu torn, eliminats en els quarts de final de la Copa Itàlia enfront de l'Udinese Calcio, després de caure en condició de local per 0-1. En el pla internacional, van ser eliminats en vuitens de final davant del Manchester United FC, destacant-se la victòria en la fase de grups per 3-2 de visitant davant del Reial Madrid, acció que mai va ser capaç d'aconseguir el conjunt italià. En acabar la temporada, Leonardo va ser destituït, assumint en el seu càrrec el prometedor Massimiliano Allegri.
La temporada 2010-11 va començar amb un gran entusiasme. L'entitat va liquidar importants incorporacions com Zlatan Ibrahimović i Robinho, a més d'altres menors com les de Kevin-Prince Boateng, Marco Amelia o Mario Yepes. Gràcies a això, els abonaments es van disparar en comparació de la passada temporada, generant una major expectativa. Durant el primer semestre, l'equip rossonero va aconseguir afermar-se a la primera posició de la taula, i aconsegueix consagrar-se campió d'hivern després del sofert empat de local amb l'Udinese per 4-4.
Després d'una temporada regular en la Champions League, va quedar eliminat en els vuitens de final per un marcador global d'1-0 davant del Tottenham anglès. En la Copa d'Itàlia va quedar eliminat a les semifinals davant del Palerm amb un global de 4-3. En canvi, en la Serie A es va alçar amb l'Scudetto 2011 en la data 36, mancant 2 jornades del final, en el partit contra la Roma a l'Estadi Olímpic, on va aconseguir un resultat de 0-0 que li va atorgar el punt necessari per aconseguir el títol, acabant amb 5 anys d'hegemonia de l'Inter. El 6 d'agost de 2011 el Milan guanyaria la seva sisena Supercopa d'Itàlia, vencent per 2-1 a l'Inter a Pequín amb gols de Zlatan Ibrahimović i de Kevin-Prince Boateng, després d'anar perdent per un gol de Wesley Sneijder de tir lliure, transformant-se en l'equip que més vegades venç en aquesta competició. El Milan pot presumir que és l'únic equip de tots els que han guanyat en alguna oportunitat la Supercopa transalpina que ho va fer en tres països diferents de tres continents. Amén de guanyar-la quatre vegades a Itàlia, la va guanyar als Estats Units per 1-0 al Torino i ara a la Xina.
La temporada 2011-2012 va sembrar certs dubtes conforme al rendiment de l'equip, ja que els empats i les derrotes eren constants, no obstant això, el rendiment de l'equip va augmentar de forma impressionant, acabant campió d'hivern juntament amb el seu principal contrincant a l'Scudetto; la Juventus -equip amb el qual es barallaria en el pla nacional, tant en la Serie A com en la Copa d'Itàlia. Tenint a un equip poderós i competitiu, va començar amb molt entusiasme la segona part del torneig barallant-se mà a mà amb la Juventus i demostrant que és un dels principals favorits a portar-se l'"Orelluda", només per darrere del FC Barcelona, Reial Madrid i el conjunt alemany FC Bayern de Múnic. Ja en els Vuitens de final va golejar a l'Arsenal FC amb un marcador de 4-0, Kevin Prince Boateng va iniciar el festí a San Siro amb un golàs de volea seguit de Robinho (2) i Zlatan Ibrahimović de penal -aquest últim va assistir dos gols i pràcticament va sentenciar l'eliminatòria-. Aquesta derrota va passar a la història negra de l'Arsenal FC com la derrota més dura en competències europees i així l'AC Milan va posar fi a una mala ratxa de no poder guanyar a equips anglesos i no poder passar de Vuitens de final, ambdues des de 2008, ara s'enfrontarà en els quarts de final de nou contra el FC Barcelona després de veure's les cares a la fase de grups (van empatar 2-2 en el Camp Nou i el Milan va ser derrotat a casa per 2-3 després d'un dubtós penal que l'àrbitre li va cobrar a Alberto Aquilani). A la Copa d'Itàlia van quedar a les semifinals barallant-se el pas a la final amb la poderosa Juventus, després de perdre 1-2 a San Siro i empatar 2-2 en un partit fatídic en el Juventus Stadium.
No obstant això, les lesions van espatllar la temporada del Milan, arribant a confrontar l'eliminatòria de vuitens de final davant del Barcelona amb fins a 7 baixes (Abat, Thiago Silva, van Bommel, Flamini, Muntari, Cassano i Pato) conjuminat al fet que, jugadors com Nesta, Seedorf, Boateng i Robinho no van jugar al topall de les seves condicions. Així, el Milan obriria l'eliminatòria a San Siro, davant d'un espectacular mosaic de la seva afició, amb un equip plagat de jugadors veterans, alguns en baixa forma física producte de lesions recentment recuperades, per enfrontar-se al Barça. El partit d'anada va acabar en un empat sense gols, que alimentava les esperances milanistes d'obtenir la classificació en el Camp Nou. Però en el partit de tornada va començar perdent amb un penal a Lionel Messi de Lucca Antonini. Després tindria la classificació a les seves mans quan Nocerino, després d'una jugada col·lectiva defineix i posava l'1 a 1 en el minut 28. Després, el Barça va disposar d'un altre penal que Messi transformaria en gol al final del primer temps, deixant en total desavantatge a l'equip rossonero que no va poder recompondre's d'aquest cop i va acabar caient per 3-1. Finalment, l'equip, després d'una temporada molt disputada amb la Juventus, acaba en la segona posició, a només tres punts de la vecchia signora.

#### 2012 - 2016: La renovació de la plantilla milanista
Després de la temporada 2011 - 2012, per Massimiliano Allegri estava bastant clar que l'AC Milan necessitava un canvi d'aires, ja que molts jugadors tenien una edat avançada per seguir donant-li al Milan la categoria i forma dels seus millors anys, després d'un clar declivi en els últims temps. En conseqüència, la directiva va decidir donar-li sortida a jugadors de l'època daurada com Gennaro Gattuso, Clarence Seedorf, Alessandro Nesta, Filippo Inzaghi entre molts altres, a més d'una crisi econòmica que va obligar a l'equip a vendre als seus millors jugadors, com Thiago Silva i Zlatan Ibrahimović al Paris Saint-Germain Football Club francès.
Malgrat no comptar amb una gran injecció econòmica, el club realitza fitxatges com els de Nigel de Jong, Bojan Krkić, Riccardo Montolivo, Cristian Zapata, Francesco Acerbi entre molts altres, per rejovenir la plantilla, i de la mà de Massimiliano Allegri tenir una nova generació de jugadors que construïssin una nova història de l'AC Milan i d'aquesta manera, tenir un equip competitiu i més jove.
No obstant això, la temporada pels rossoneri no va marxar segons el previst, ja que durant les primeres jornades va perdre diversos partits, fins i tot fregant la zona del descens durant les primeres jornades. La pèrdua d'abonaments econòmics producte de les sortides de Thiago Silva i Zlatan Ibrahimović, va centrar més en la crisi a l'equip milanista, no obstant això, el míster del Milan Massimiliano Allegri afirma que no cal perdre la calma i que tot és part d'un procés que a poc a poc donarà resultats, i va dir també, que el Milan per a la temporada 2012-13 no guanyaria l'Scudetto, la qual cosa va generar el retret del seu mànager Adriano Galliani, qui va dir que l'equip estava en situació de lluitar per la lliga aquesta temporada. Malgrat els resultats dispars, és destacable de la temporada 2012-13 l'escalada al tercer lloc del campionat, la victòria sobre la Juventus per un a zero a San Siro i finalment, la imponent victòria per dos a zero enfront del FC Barcelona, per la Champions League, encara que va caure eliminat en el partit de tornada en el Camp Nou per quatre a zero.
Però després que el quadre llombard va desmentir totes les especulacions sobre un possible fitxatge de Mario Balotelli i Rodrigo Flores Fonseca, al·legant raons econòmiques (ja que el Milan va anunciar que no podrà gastar molts diners en jugadors a causa del fair play financer, i el Manchester City demanava prop de 37 milions d'euros pel davanter italià), i que el conseller delegat del club, Adriano Galliani, afirmarà que "en un 99,95% Balotelli no arribarà al Milan", el 29 de gener de 2013, es va concretar el fitxatge per 20 milions d'euros per "Turbo Mario", convertint-se en el gran fitxatge d'aquesta nova era rossonera, unint-se a les noves grans estrelles rossoneres Stephan El Shaarawy i M'Baye Niang per tractar de formar una davantera temible de cara al tancament de la Sèrie A 2012-2013. Finalment, i gràcies a l'aportació de Balotelli, el Milan va aconseguir un 3r lloc en el campionat italià, que li permetia jugar la fase prèvia de la UEFA Champions League 2013-2014.
Per a la campanya 2013-2014, tant a la Serie A, com a la Lliga de Campions, el Milan segueix amb el seu nou model i incorpora, amb poca despesa, a Andrea Poli, des de la Sampdoria (a canvi del 50% de la fitxa del defensa polonès Bartosz Salamon, i Riccardo Saponara, provinent de l'Empoli de la Serie B, també arribaria cedit des de l'etern rival, l'Inter de Milà, el defensor argentí Matías Silvestre. Finalment van concretar la venda del migcampista ghanès Kevin-Prince Boateng al Schalke 04, i amb diners frescos van adquirir al davanter Alessandro Matri, des de la Juventus per 11 milions a pagar en 4 parts. Però el millor estava per venir: Kaká tornaria al club on va aconseguir els seus majors èxits, provinent del Reial Madrid, aterrant gratis a San Siro i signant per 2 anys.
El Milan va començar el seu camí a la UEFA Champions League des de la fase prèvia, on li va tocar disputar una dura eliminatòria amb el PSV Eindhoven neerlandès, amb el qual va empatar 1-1 a Eindhoven, gol del Shaarawy; i els van despatxar a San Siro per 3 a 0, amb doblet de Kevin-Prince Boateng (abans d'abandonar la institució) i gol de Mario Balotelli. En el sorteig va caure en el grup H, de nou es van enfrontar al FC Barcelona, al Celtic FC escocès i a l'AFC Ajax neerlandès. Aconseguirien passar als vuitens de final com a segons de grup, amb 9 punts.
El començament dels rossoneri en el Calcio no va ser l'esperat, ja que es trobaven perduts a la meitat de la taula després de 12 jornades, sent una de les pitjors arrencades del campionat en dècades. Al novembre de 2013, Adriano Galliani anuncia la seva intenció de dimitir després de 29 anys en el club rossonero, una possibilitat que va ser desmentida per Silvio Berlusconi.
El 13 de gener de 2014, Massimiliano Allegri va ser destituït després que el Milan perdés per 4-3 davant de la US Sassuolo que tot just acabava d'ascendir, acabant la primera volta de la Serie A en una mediocre 11a posició, a 30 punts del líder. L'endemà, es confirma el fitxatge de l'exfutbolista rossonero Clarence Seedorf com a nou entrenador per a les properes 2 temporades i mitja, amb l'objectiu de redreçar el rumb d'un equip en crisi. Seedorf va debutar amb triomf a la Serie A (va guanyar 1-0 contra l'Hellas Verona), però no va poder evitar l'eliminació del Milan en quarts de final de la Coppa (derrota 1-2 enfront de l'Udinese Calcio) ni en vuitens de final de la Lliga de Campions (resultat global de 5-1 enfront de l'Atlètic de Madrid). Encara que finalment es van millorar els resultats de la Lliga (22 punts en la primera volta contra 35 en la segona), no va ser suficient per accedir a una competició europea, una cosa que no succeïa des de 1998.
Després d'aquesta decebedora temporada, el Milan va decidir apostar per Filippo Inzaghi com a nou tècnic, després d'un polèmic acomiadament del neerlandès Clarence Seedorf, després de només estar sis mesos en la direcció del primer equip, a més dels rumors que l'assenyalen per haver creat divisions i fissures dins de la plantilla. Per afrontar el curs 2014-15, es va destacar per la volta del defensor Adil Rami amb un acord entre el València CF, el Milan i el mateix jugador, que va abonar la suma restant. D'altra banda, es contracta al Brasiler Alex, el jugador francès Jérémy Ménez i el porter Michael Agazzi, tots ells com a agents lliures, demostrant una vegada més una forta crisi financera dins del club que no ha fet incorporacions de renom, fins ara. No obstant això, com a punts positius, cal tenir en compte l'ascens al primer equip del promisori del planter, el nacionalitzat italià Hachim Mastour de 16 anys que ja és assenyalat per alguns mitjans com un "fenomen". Quant a les sortides, després d'un acord entre les parts l'altre millor jugador del món i ídol del club, el brasiler Kaká, abandona el club per sumar-se al São Paulo Futebol Clube durant els propers mesos, a més de les sortides d'Adel Taarabt i Bryan Cristante. Com a noves incorporacions cal destacar les del fitxatge del porter del Reial Madrid Diego López Rodríguez, Pablo Armero procedent del Nàpols, la sortida de Mario Balotelli al Liverpool FC anglès, les arribades de Fernando José Torres Sanz i Marco van Ginkel; tots dos procedents del Chelsea FC, i el fitxatge de Giacomo Bonaventura de l'Atalanta.
Malgrat totes les sortides i les poques incorporacions de qualitat, l'equip dirigit per Filippo Inzaghi va guanyar el Trofeu Tim el 23 d'agost de 2014, després de guanyar amb un marcador d'1-0 a la Juventus i 2-0 a la US Sassuolo. També va començar la Lliga amb bon peu, en guanyar els dos primers partits; però malgrat millorar els seus nombres, la igualtat en la lluita per la tercera posició, amb l'aparició de nous rivals com la Sampdoria o el Genoa, provoca que el Milan arribi a la pausa de Nadal en 7è lloc.
Ja en el 2015 el Milan anuncia la incorporació d'Alessio Cerci, provinent de l'Atlètic de Madrid, Mattia Destro cedit fins a final de temporada per l'AS Roma, Suso, Gabriel Paletta, Salvatore Bocchetti i Lucca Antonelli, fitxatges que li portaran una mica més de joventut i atac a un equip que manca de jugadors amb aquestes característiques, a més de ser jugadors que d'una o una altra manera, o van tornar a Itàlia per la seva deficient actuació en els seus clubs o en la mateixa lliga italiana. El conjunt rossoneri va tancar la primera volta en una decebedora 8a posició després de perdre (0-1) contra l'Atalanta. Encara que s'esperava un balanç positiu en l'arrencada de la segona meitat de temporada, el Milan d'Inzaghi es va enfonsar en les primeres dates, arribant fins i tot, a estar diversos partits sense conèixer la victòria, alternant derrotes i empats humiliants per a l'esquadra com l'obtingut per 2-2 enfront de l'Hellas Verona, demostrant que el Milan encara no ha pogut aixecar el cap, excepte pocs partits de la lliga italiana malgrat tant els fitxatges d'hivern com del rendiment dels clubs amb els quals està lluitant el Milan a la meitat de taula. Mancant 3 jornades per acabar el campionat, l'equip milanista es va quedar sense opcions de jugar competicions europees per segon any consecutiu, acabant com 10è classificat.
Pocs dies després, l'entitat anunciava el cessament del seu entrenador Filippo Inzaghi, qui és rellevat per Siniša Mihajlović. Paral·lelament, es confirma l'acord de venda del 48% del club a l'inversor tailandès Bee Teachubol. Aquesta, finalment no es va acabar duent a terme.

### L'arribada dels propietaris asiàtics

#### 2017 - actualitat: La nova era del Milan xinès
El 5 d'agost de 2016, es va signar un nou acord preliminar amb una empresa xinesa de gestió d'inversions Sino-Europe Sports Investment Management Changxing Co., Ltd. (Xinès: 中欧 体育 投资 管理 长兴 有限公司), que Fininvest va vendre el 99,93% de club per 520 milions d'euros, més la renovació de la línia de crèdit interempresarial de 220 milions d'euros de Fininvest al club. (Es va afegir una nova línia de crèdit de 90 milions d'euros a la valoració, ja que el nou deute es va produir entre l'1 de juliol de 2016 i la data de tancament). La participació del 0,07% del club va ser retinguda per altres accionistes. El 13 d'abril de 2017, l'acord es va completar, Rossoneri Sport Investment Lux va esdevenir la nova empresa matriu directa del club.
Amb l'entrada de l'executiu xinès i l'obertura del mercat de fitxatges, l'equip milanès dona un cop a la taula gastant-se en menys d'un mes, més de 200 milions d'euros incorporant 9 jugadors de primer nivell per afrontar la nova temporada amb el màxim de possibilitats de títol.
André Silva, Franck Kessié, Mateo Musacchio, Ricardo Rodríguez, Hakan Çalhanoğlu, Fabio Borini, Andrea Conti, Leonardo Bonucci i Lucas Biglia arribaren per aportar a l'equip el que li havia faltat als últims anys.

## Uniforme
- Uniforme titular: Samarreta vermella amb franges negres, pantalons negres, mitges negres.
- Uniforme alternatiu: Samarreta blanca amb franja vermella i negra, pantalons blancs, mitges blanques.
- Tercer uniforme: Samarreta daurada, pantalons negres, mitges daurades.

### Evolució de l'uniforme del club
- Titular

| 2009-10 | 2010-11 | 2011-12 | 2012-13 | 2013-14 | 2014-15 |  |

- Suplent

| 2009-10 | 2010-11 | 2011-12 | 2012-13 | 2013-14 | 2014-15 |  |

- Tercer

| 2009-10 | 2010-11 | 2011-12 | 2012-13 | 2013-14 | 2014-15 |  |

### Origen
L'origen dels colors vermell i negre del Milan es remunten a la seva fundació, quan van ser seleccionats per Herbert Kilpin per representar l'ardent fervor que és part dels membres de l'equip i per infondre por als rivals.

### Curiositats

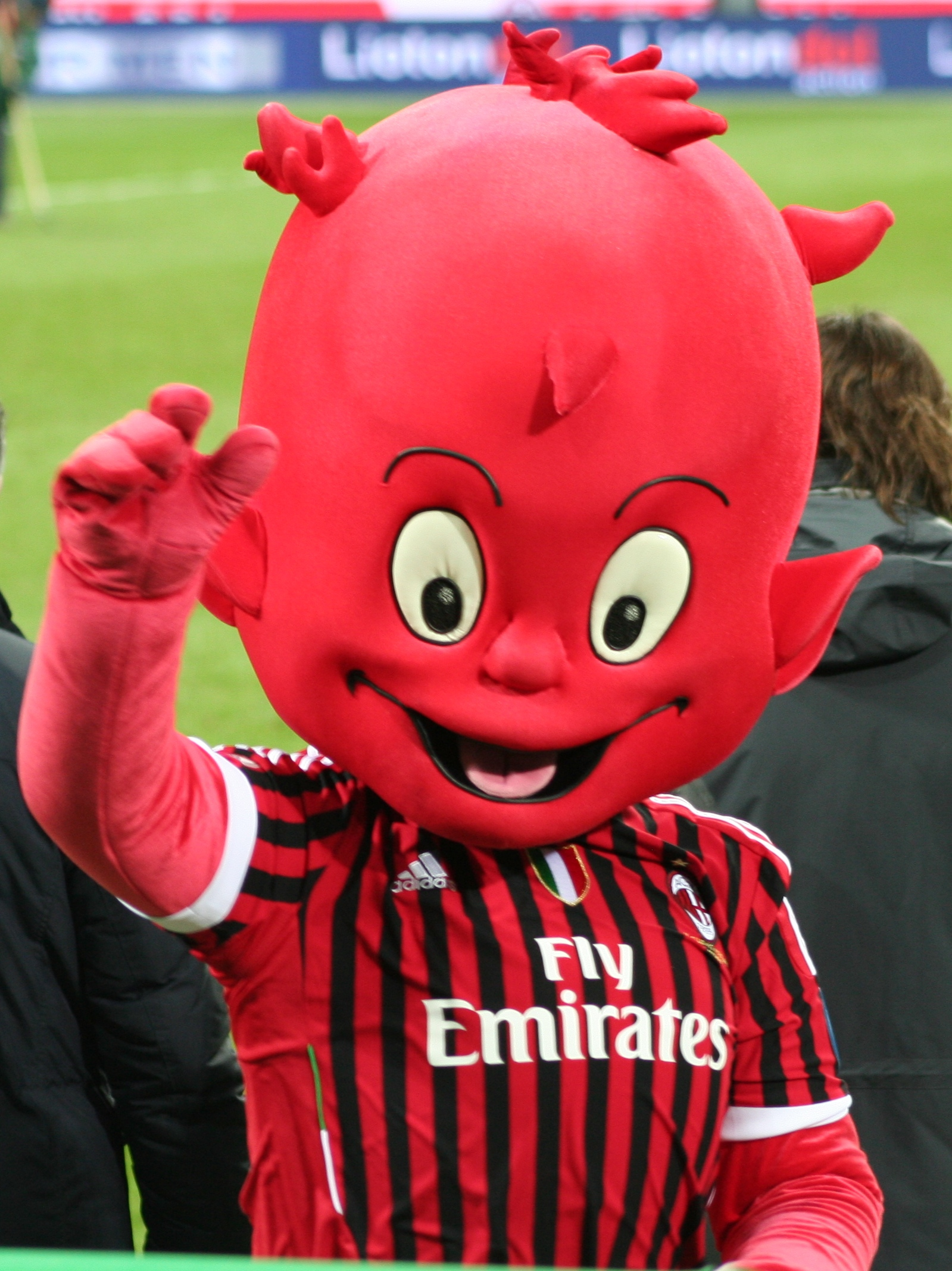
Milanello, la mascota oficial del Milan.

En imposar-se les lleis feixistes a Itàlia, el Milan es va veure obligat a portar una samarreta blanca amb dues franges verticals, una negra i una altra vermella. El 1942 el club va canviar la samarreta en establir cinc franges verticals vermelles i negres.
El 1962 i el 1978 la samarreta original de Kilpin va reaparèixer, però amb un coll negre i un altre en "V", respectivament.
El 1981 el Milan es transformava en el primer equip a imprimir els noms dels seus jugadors en el dors de les samarretes. Aquesta mateixa temporada es va introduir la imatge d'un diable en el costat dret. Més tard, va ser dels pioners a Itàlia a integrar el nom del patrocinador a la samarreta.
La samarreta de porter va ser de color negre (amb la finalitat d'intimidar als rivals) fins al 1999, on una groga rememorava l'obtenció del dècim scudetto.
L'any del centenari (1999) la samarreta de Kilpin va ser presentada una vegada més, però amb la Stella d'Oro impresa.
Des del 16 de febrer de l'any 2006 el Milan té una mascota oficial, dissenyada per la Warner Bros: Milanello, un diable vermell amb la samarreta rossonera i una pilota de futbol.

## Afició

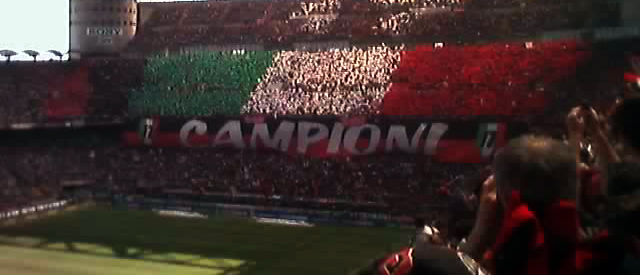
Aficionats de l'AC Milan abans d'un partit a San Siro.

El Milan posseeix una de les majors preferències entre els afeccionats a nivell de clubs de futbol, tant a Itàlia, com a Europa i a nivell Mundial en general. Segons un sondeig efectuat per la societat enquestadora DONEM i publicat en el periòdic La Repubblica el 24 d'agost de 2006. El Milan, amb un 16%, se situa com el tercer club amb més seguidors a Itàlia. Sondejos de popularitat futbolística efectuats per l'Institut Renato Mannheimer (ISPO) al juliol de 2007 (i publicat pel periòdic esportiu La Gazzetta dello Sport) situen al Milan en el segon lloc en preferències amb un 12,4%.
Encapçalant el Milan les preferències amb un estimat del 20,3% en el segment d'entre els menors de 24 anys, la quota més important del mercat futbolístic d'Itàlia.
A nivell europeu, l'esquadra rossonera és el segon club amb més seguidors, resultant ser el primer club italià amb més seguidors a Europa, segons un estudi publicat per la societat alemanya Sport+Markt en el 2008.

## Palmarès
- Títols nacionals
  -  19 Lligues d'Itàlia (Scudetto): 1901, 1906, 1907, 1950-51, 1954-55, 1956-57, 1958-59, 1961-62, 1967-68, 1978-79, 1987-88, 1991-92, 1992-93, 1993-94, 1995-96, 1998-99, 2003-04, 2010-11, 2021-22
  -  5 Copes d'Itàlia: 1966-67, 1971-72, 1972-73, 1976-77, 2002-03
  -  8 Supercopes d'Itàlia: 1988, 1992, 1993, 1994, 2004, 2011, 2016, 2024
  -  2 Serie B: 1980-81, 1982-83
- Títols internacionals
  -  7 Copes d'Europa: 1962-63, 1968-69, 1988-89, 1989-90, 1993-94, 2002-03, 2006-07
  -  2 Recopes d'Europa: 1967-68, 1972-73
  -  5 Supercopes d'Europa: 1989, 1990, 1994, 2003 i 2007
  -  3 Copes Intercontinentals: 1969, 1989, 1990
  - 1 Campionat del Món de Clubs de futbol: 2007
  -  2 Copes Llatines: 1951, 1956
  -  1 Copa Mitropa: 1981-82
  -  1 Mundialet de Clubs: 1987

### Trajectòria a les competicions internacionals
| Copa Intercontinental / Mundial de Clubs       | Copa Intercontinental / Mundial de Clubs | Copa Intercontinental / Mundial de Clubs | Copa Intercontinental / Mundial de Clubs | Copa Intercontinental / Mundial de Clubs | Copa Intercontinental / Mundial de Clubs | Copa Intercontinental / Mundial de Clubs | Copa Intercontinental / Mundial de Clubs | Copa Intercontinental / Mundial de Clubs | Copa Intercontinental / Mundial de Clubs | Copa Intercontinental / Mundial de Clubs | Copa Intercontinental / Mundial de Clubs |
| Edició                                         |                                          |                                          |                                          |                                          |                                          |                                          |                                          |                                          |                                          | Semifinals                               | Final / 3r lloc                          |
| ---------------------------------------------- | ---------------------------------------- | ---------------------------------------- | ---------------------------------------- | ---------------------------------------- | ---------------------------------------- | ---------------------------------------- | ---------------------------------------- | ---------------------------------------- | ---------------------------------------- | ---------------------------------------- | ---------------------------------------- |
| 1962/63                                        |                                          |                                          |                                          |                                          |                                          |                                          |                                          |                                          |                                          |                                          | Santos FC                                |
| 1968/69                                        |                                          |                                          |                                          |                                          |                                          |                                          |                                          |                                          |                                          |                                          | Estudiantes de La Plata                  |
| 1988/89                                        |                                          |                                          |                                          |                                          |                                          |                                          |                                          |                                          |                                          |                                          | CDC Atlético Nacional                    |
| 1989/90                                        |                                          |                                          |                                          |                                          |                                          |                                          |                                          |                                          |                                          |                                          | Club Olimpia                             |
| 1993/94                                        |                                          |                                          |                                          |                                          |                                          |                                          |                                          |                                          |                                          |                                          | CA Vélez Sarsfield                       |
| 2002/03                                        |                                          |                                          |                                          |                                          |                                          |                                          |                                          |                                          |                                          |                                          | CA Boca Juniors                          |
| 2006/07                                        |                                          |                                          |                                          |                                          |                                          |                                          |                                          |                                          |                                          | Urawa Red Diamonds                       | CA Boca Juniors                          |
| Supercopa d'Europa                             |                                          |                                          |                                          |                                          |                                          |                                          |                                          |                                          |                                          |                                          |                                          |
| Edició                                         |                                          |                                          |                                          |                                          |                                          |                                          |                                          |                                          |                                          |                                          | Final                                    |
| 1972/73                                        |                                          |                                          |                                          |                                          |                                          |                                          |                                          |                                          |                                          |                                          | AFC Ajax                                 |
| 1988/89                                        |                                          |                                          |                                          |                                          |                                          |                                          |                                          |                                          |                                          |                                          | FC Barcelona                             |
| 1989/90                                        |                                          |                                          |                                          |                                          |                                          |                                          |                                          |                                          |                                          |                                          | UC Sampdoria                             |
| 1992/93                                        |                                          |                                          |                                          |                                          |                                          |                                          |                                          |                                          |                                          |                                          | Parma Calcio 1913                        |
| 1993/94                                        |                                          |                                          |                                          |                                          |                                          |                                          |                                          |                                          |                                          |                                          | Arsenal FC                               |
| 2002/03                                        |                                          |                                          |                                          |                                          |                                          |                                          |                                          |                                          |                                          |                                          | FC Porto                                 |
| 2006/07                                        |                                          |                                          |                                          |                                          |                                          |                                          |                                          |                                          |                                          |                                          | Sevilla FC                               |
| Copa d'Europa / Lliga de Campions              |                                          |                                          |                                          |                                          |                                          |                                          |                                          |                                          |                                          |                                          |                                          |
| Edició                                         |                                          |                                          |                                          |                                          |                                          |                                          | Setzens de final                         | Vuitens de final                         | Quarts de final                          | Semifinals                               | Final                                    |
| 1955/56                                        |                                          |                                          |                                          |                                          |                                          |                                          |                                          | FC Saarbrücken                           | SK Rapid Viena                           | Reial Madrid CF                          |                                          |
| 1957/58                                        |                                          |                                          |                                          |                                          |                                          |                                          | SK Rapid Viena                           | Rangers FC                               | Borussia Dortmund                        | Manchester United FC                     | Reial Madrid CF                          |
| 1959/60                                        |                                          |                                          |                                          |                                          |                                          |                                          | Olympiakos FC                            | FC Barcelona                             |                                          |                                          |                                          |
| 1962/63                                        |                                          |                                          |                                          |                                          |                                          |                                          | US Luxemburg                             | Ipswich Town FC                          | Galatasaray SK                           | Dundee FC                                | SL Benfica                               |
| 1963/64                                        |                                          |                                          |                                          |                                          |                                          |                                          |                                          | IFK Norrköping                           | Reial Madrid CF                          |                                          |                                          |
| 1968/69                                        |                                          |                                          |                                          |                                          |                                          |                                          |                                          | Malmö FF                                 | Celtic FC                                | Manchester United FC                     | AFC Ajax                                 |
| 1969/70                                        |                                          |                                          |                                          |                                          |                                          |                                          | FC Avenir Beggen                         | Feyenoord Rotterdam                      |                                          |                                          |                                          |
| 1979/80                                        |                                          |                                          |                                          |                                          |                                          |                                          | FC Porto                                 |                                          |                                          |                                          |                                          |
| 1988/89                                        |                                          |                                          |                                          |                                          |                                          |                                          | PFK Levski Sofia                         | FK Estrella Roja de Belgrad              | SV Werder Bremen                         | Reial Madrid CF                          | FC Steaua Bucureşti                      |
| 1989/90                                        |                                          |                                          |                                          |                                          |                                          |                                          | HJK Hèlsinki                             | Reial Madrid CF                          | KV Mechelen                              | FC Bayern de Múnic                       | SL Benfica                               |
| 1990/91                                        |                                          |                                          |                                          |                                          |                                          |                                          |                                          | Club Brugge KV                           | Olympique de Marsella                    |                                          |                                          |
| Edició                                         | Fase prèvia                              | Fase prèvia                              | Fase prèvia                              | Fase prèvia                              | Fase prèvia                              | Fase prèvia                              | Fase prèvia                              | Setzens de final                         | Vuitens de final                         | Fase de grups¹                           | Final                                    |
| 1992/93                                        |                                          |                                          |                                          |                                          |                                          |                                          |                                          | NK Olimpija Ljubljana                    | ŠK Slovan Bratislava                     | IFK Göteborg                             | Olympique de Marsella                    |
| Edició                                         |                                          |                                          |                                          |                                          |                                          |                                          | Setzens de final                         | Vuitens de final                         | Fase de grups¹                           | Semifinals                               | Final                                    |
| 1993/94                                        |                                          |                                          |                                          |                                          |                                          |                                          | FC Aarau                                 | FC Copenhague                            | SV Werder Bremen                         | AS Monaco FC                             | FC Barcelona                             |
| Edició                                         |                                          |                                          |                                          |                                          |                                          |                                          |                                          | Fase de grups¹                           | Quarts de final                          | Semifinals                               | Final                                    |
| 1994/95                                        |                                          |                                          |                                          |                                          |                                          |                                          |                                          | FC Salzburg                              | SL Benfica                               | Paris Saint-Germain FC                   | AFC Ajax                                 |
| 1996/97                                        |                                          |                                          |                                          |                                          |                                          |                                          |                                          | Rosenborg BK                             |                                          |                                          |                                          |
| Edició                                         | Fase Prèvia                              | Fase Prèvia                              | Fase Prèvia                              | Fase Prèvia                              | Fase Prèvia                              | Fase Prèvia                              | 1ª Fase de grups¹                        | 2ª Fase de grups¹                        | Quarts de final                          | Semifinals                               | Final                                    |
| 1999/00                                        |                                          |                                          |                                          |                                          |                                          |                                          | Hertha BSC                               |                                          |                                          |                                          |                                          |
| 2000/01                                        |                                          |                                          |                                          |                                          |                                          | GNK Dinamo Zagreb                        | FC Barcelona                             | Galatasaray SK                           |                                          |                                          |                                          |
| 2002/03                                        |                                          |                                          |                                          |                                          |                                          | FC Slovan Liberec                        | RC Lens                                  | Borussia Dortmund                        | AFC Ajax                                 | FC Inter de Milà                         | Juventus FC                              |
| Edició                                         | Fase Prèvia                              | Fase Prèvia                              | Fase Prèvia                              | Fase Prèvia                              | Fase Prèvia                              | Fase Prèvia                              | Fase de grups¹                           | Vuitens de final                         | Quarts de final                          | Semifinals                               | Final                                    |
| 2003/04                                        |                                          |                                          |                                          |                                          |                                          |                                          | Club Brugge KV                           | AC Sparta Praga                          | RCD La Coruña                            |                                          |                                          |
| 2004/05                                        |                                          |                                          |                                          |                                          |                                          |                                          | FC Xakhtar Donetsk                       | Manchester United FC                     | FC Inter de Milà                         | PSV Eindhoven                            | Liverpool FC                             |
| 2005/06                                        |                                          |                                          |                                          |                                          |                                          |                                          | FC Schalke 04                            | FC Bayern de Múnic                       | Olympique de Lió                         | FC Barcelona                             |                                          |
| 2006/07                                        |                                          |                                          |                                          |                                          |                                          | FK Estrella Roja de Belgrad              | AEK Atenes FC                            | Celtic FC                                | FC Bayern de Múnic                       | Manchester United FC                     | Liverpool FC                             |
| 2007/08                                        |                                          |                                          |                                          |                                          |                                          |                                          | SL Benfica                               | Arsenal FC                               |                                          |                                          |                                          |
| 2009/10                                        |                                          |                                          |                                          |                                          |                                          |                                          | Olympique de Marsella                    | Manchester United FC                     |                                          |                                          |                                          |
| 2010/11                                        |                                          |                                          |                                          |                                          |                                          |                                          | AFC Ajax                                 | Tottenham Hotspur FC                     |                                          |                                          |                                          |
| 2011/12                                        |                                          |                                          |                                          |                                          |                                          |                                          | FC Viktoria Plzeň                        | Arsenal FC                               | FC Barcelona                             |                                          |                                          |
| 2012/13                                        |                                          |                                          |                                          |                                          |                                          |                                          | FK Zenit Sant Petersburg                 | FC Barcelona                             |                                          |                                          |                                          |
| 2013/14                                        |                                          |                                          |                                          |                                          |                                          | PSV Eindhoven                            | AFC Ajax                                 | Atlètic de Madrid                        |                                          |                                          |                                          |
| 2021/22                                        |                                          |                                          |                                          |                                          |                                          |                                          | Atlètic de Madrid                        |                                          |                                          |                                          |                                          |
| 2022/23                                        |                                          |                                          |                                          |                                          |                                          |                                          | FC Red Bull Salzburg                     | Tottenham Hotspur FC                     | SSC Napoli                               | FC Inter de Milà                         |                                          |
| 2023/24                                        |                                          |                                          |                                          |                                          |                                          |                                          | Paris Saint-Germain FC                   |                                          |                                          |                                          |                                          |
| Edició                                         | Fase Prèvia                              | Fase Prèvia                              | Fase Prèvia                              | Fase Prèvia                              | Fase Prèvia                              | Fase de lliga¹                           | Ronda eliminatòria                       | Vuitens de final                         | Quarts de final                          | Semifinals                               | Final                                    |
| 2024/25                                        |                                          |                                          |                                          |                                          |                                          | GNK Dinamo Zagreb                        | Feyenoord Rotterdam                      |                                          |                                          |                                          |                                          |
| Recopa d'Europa                                |                                          |                                          |                                          |                                          |                                          |                                          |                                          |                                          |                                          |                                          |                                          |
| Edició                                         |                                          |                                          |                                          |                                          |                                          |                                          | Setzens de final                         | Vuitens de final                         | Quarts de final                          | Semifinals                               | Final                                    |
| 1967/68                                        |                                          |                                          |                                          |                                          |                                          |                                          | PFK Levski Sofia                         | Győri Vasas ETO                          | Standard de Liège                        | FC Bayern de Múnic                       | Hamburger SV                             |
| 1972/73                                        |                                          |                                          |                                          |                                          |                                          |                                          | FA Red Boys Differdange                  | Legia Varsòvia                           | FK Spartak Moscou                        | AC Sparta Praga                          | Leeds United FC                          |
| 1973/74                                        |                                          |                                          |                                          |                                          |                                          |                                          | GNK Dinamo Zagreb                        | SK Rapid Viena                           | PAOK Salònica FC                         | Borussia Mönchengladbach                 | 1. FC Magdeburg                          |
| 1977/78                                        |                                          |                                          |                                          |                                          |                                          |                                          | Reial Betis                              |                                          |                                          |                                          |                                          |
| Copa de Fires / Copa de la UEFA / Lliga Europa |                                          |                                          |                                          |                                          |                                          |                                          |                                          |                                          |                                          |                                          |                                          |
| Edició                                         | Fases anteriors                          | Fases anteriors                          | Fases anteriors                          | Fases anteriors                          | Fases anteriors                          | 1ª Ronda                                 | Setzens de final                         | Vuitens de final                         | Quarts de final                          | Semifinals                               | Final                                    |
| 1964/65                                        |                                          |                                          |                                          |                                          |                                          |                                          | RC Strasbourg                            |                                          |                                          |                                          |                                          |
| 1965/66                                        |                                          |                                          |                                          |                                          |                                          |                                          | RC Strasbourg                            | CUF Barreiro                             | Chelsea FC                               |                                          |                                          |
| 1971/72                                        |                                          |                                          |                                          |                                          |                                          | Digenis Akritas Morphou                  | Hertha BSC                               | Dundee FC                                | Lierse                                   | Tottenham Hotspur FC                     |                                          |
| 1975/76                                        |                                          |                                          |                                          |                                          |                                          | Everton FC                               | Athlone Town AFC                         | FK Spartak Moscou                        | Brugge                                   |                                          |                                          |
| 1976/77                                        |                                          |                                          |                                          |                                          |                                          | FC Dinamo București                      | FK Akademik Sofia                        | Athletic Club                            |                                          |                                          |                                          |
| 1978/79                                        |                                          |                                          |                                          |                                          |                                          | FC Lokomotíva Košice                     | PFK Levski Sofia                         | Manchester City FC                       |                                          |                                          |                                          |
| 1985/86                                        |                                          |                                          |                                          |                                          |                                          | AJ Auxerre                               | 1. FC Lokomotive Leipzig                 | KSV Waregem                              |                                          |                                          |                                          |
| 1987/88                                        |                                          |                                          |                                          |                                          |                                          | Sporting de Gijón                        | RCD Espanyol                             |                                          |                                          |                                          |                                          |
| 1995/96                                        |                                          |                                          |                                          |                                          |                                          | KGHM Zagłębie Lubin                      | RC Strasbourg                            | AC Sparta Praga                          | FC Girondins de Bordeaux                 |                                          |                                          |
| 2001/02                                        |                                          |                                          |                                          |                                          | FK BATE Borisov                          | PFK CSKA Sofia                           | Sporting CP                              | Roda JC                                  | Hapoel Tel Aviv FC                       | Borussia Dortmund                        |                                          |
| Edició                                         | Fases anteriors                          | Fases anteriors                          | Fases anteriors                          | Fases anteriors                          | Fases anteriors                          | Fase de grups ¹                          | Setzens de final                         | Vuitens de final                         | Quarts de final                          | Semifinals                               | Final                                    |
| 2008/09                                        |                                          |                                          |                                          |                                          | FC Zürich                                | Portsmouth FC                            | SV Werder Bremen                         |                                          |                                          |                                          |                                          |
| 2017/18                                        |                                          |                                          |                                          | CS Universitatea Craiova                 | KF Shkëndija Tetovo                      | HNK Rijeka                               | PFK Ludogorets Razgrad                   | Arsenal FC                               |                                          |                                          |                                          |
| 2018/19                                        |                                          |                                          |                                          |                                          |                                          | Olympiakos FC                            |                                          |                                          |                                          |                                          |                                          |
| 2020/21                                        |                                          |                                          | Shamrock Rovers FC                       | FK Bodø/Glimt                            | Rio Ave FC                               | AC Sparta Praga                          | FK Estrella Roja de Belgrad              | Manchester United FC                     |                                          |                                          |                                          |
| Edició                                         | Fases anteriors                          | Fases anteriors                          | Fases anteriors                          | Fases anteriors                          | Fases anteriors                          | Fase de grups ¹                          | Ronda eliminatòria                       | Vuitens de final                         | Quarts de final                          | Semifinals                               | Final                                    |
| 2023/24                                        |                                          |                                          |                                          |                                          |                                          |                                          | Stade Rennais FC                         | SK Slavia Praga                          | AS Roma                                  |                                          |                                          |

¹ Fase de grups. Equip eliminat millor posicionat en cas de classificació, o equip classificat pitjor posicionat en cas d'eliminació.

## Plantilla 2025-26
A 6 agost 2025
| N. | Pos. | Nac. | Jugador               |
| -- | ---- | --- | --------------------- |
| 1  | POR  | [[Fitxer:Flag of Italy.svg\|23x15px\|border \|alt=Itàlia\|link=Selecció de futbol d'Itàlia\|{{#if:\|]]                                      | Pietro Terracciano    |
| 2  | DEF  | [[Fitxer:Flag of Ecuador.svg\|23x15px\|border \|alt=Equador\|link=Selecció de futbol de l'Equador\|{{#if:\|]]                               | Pervis Estupiñán      |
| 4  | MIG  | [[Fitxer:Flag of Italy.svg\|23x15px\|border \|alt=Itàlia\|link=Selecció de futbol d'Itàlia\|{{#if:\|]]                                      | Samuele Ricci         |
| 7  | DAV  | [[Fitxer:Flag of Mexico.svg\|23x15px\|border \|alt=Mèxic\|link=Selecció de futbol de Mèxic\|{{#if:\|]]                                      | Santiago Giménez      |
| 8  | MIG  | [[Fitxer:Flag of England.svg\|23x15px\|border \|alt=Anglaterra\|link=Selecció de futbol d'Anglaterra\|{{#if:\|]]                            | Ruben Loftus-Cheek    |
| 10 | DAV  | [[Fitxer:Flag of Portugal.svg\|23x15px\|border \|alt=Portugal\|link=Selecció de futbol de Portugal\|{{#if:\|]]                              | Rafael Leão           |
| 11 | DAV  | [[Fitxer:Flag of the United States.svg\|23x15px\|border \|alt=Estats Units d'Amèrica\|link=Selecció de futbol dels Estats Units\|{{#if:\|]] | Christian Pulisic     |
| 14 | MIG  | [[Fitxer:Flag of Croatia.svg\|23x15px\|border \|alt=Croàcia\|link=Selecció de futbol de Croàcia\|{{#if:\|]]                                 | Luka Modrić           |
| 16 | POR  | [[Fitxer:Flag of France (1794–1815, 1830–1974).svg\|23x15px\|border \|alt=França\|link=Selecció de futbol de França\|{{#if:\|]]             | Mike Maignan (capità) |
| 17 | DAV  | [[Fitxer:Flag of Switzerland.svg\|23x16px\|border \|alt=Suïssa\|link=Selecció de futbol de Suïssa\|{{#if:\|]]                               | Noah Okafor           |
| 19 | MIG  | [[Fitxer:Flag of France (1794–1815, 1830–1974).svg\|23x15px\|border \|alt=França\|link=Selecció de futbol de França\|{{#if:\|]]             | Youssouf Fofana       |
| 20 | DEF  | [[Fitxer:Flag of Spain.svg\|23x15px\|border \|alt=Espanya\|link=Selecció de futbol d'Espanya\|{{#if:\|]]                                    | Álex Jiménez          |

| N. | Pos. | Nac. | Jugador             |
| -- | ---- | --- | ------------------- |
| 21 | DAV  | [[Fitxer:Flag of Nigeria.svg\|23x15px\|border \|alt=Nigèria\|link=Selecció de futbol de Nigèria\|{{#if:\|]]                                 | Samuel Chukwueze    |
| 23 | DEF  | [[Fitxer:Flag of England.svg\|23x15px\|border \|alt=Anglaterra\|link=Selecció de futbol d'Anglaterra\|{{#if:\|]]                            | Fikayo Tomori       |
| 24 | DEF  | [[Fitxer:Flag of Italy.svg\|23x15px\|border \|alt=Itàlia\|link=Selecció de futbol d'Itàlia\|{{#if:\|]]                                      | Filippo Terracciano |
| 28 | DEF  | [[Fitxer:Flag of Germany.svg\|23x15px\|border \|alt=Alemanya\|link=Selecció de futbol d'Alemanya\|{{#if:\|]]                                | Malick Thiaw        |
| 30 | MIG  | [[Fitxer:Flag of Switzerland.svg\|23x16px\|border \|alt=Suïssa\|link=Selecció de futbol de Suïssa\|{{#if:\|]]                               | Ardon Jashari       |
| 31 | DEF  | [[Fitxer:Flag of Serbia.svg\|23x15px\|border \|alt=Sèrbia\|link=Selecció de futbol de Sèrbia\|{{#if:\|]]                                    | Strahinja Pavlović  |
| 33 | DEF  | [[Fitxer:Flag of Italy.svg\|23x15px\|border \|alt=Itàlia\|link=Selecció de futbol d'Itàlia\|{{#if:\|]]                                      | Davide Bartesaghi   |
| 38 | MIG  | [[Fitxer:Flag of France (1794–1815, 1830–1974).svg\|23x15px\|border \|alt=França\|link=Selecció de futbol de França\|{{#if:\|]]             | Warren Bondo        |
| 46 | DEF  | [[Fitxer:Flag of Italy.svg\|23x15px\|border \|alt=Itàlia\|link=Selecció de futbol d'Itàlia\|{{#if:\|]]                                      | Matteo Gabbia       |
| 56 | MIG  | [[Fitxer:Flag of Belgium (civil).svg\|23x15px\|border \|alt=Bèlgica\|link=Selecció de futbol de Bèlgica\|{{#if:\|]]                         | Alexis Saelemaekers |
| 80 | MIG  | [[Fitxer:Flag of the United States.svg\|23x15px\|border \|alt=Estats Units d'Amèrica\|link=Selecció de futbol dels Estats Units\|{{#if:\|]] | Yunus Musah         |
| 96 | POR  | [[Fitxer:Flag of Italy.svg\|23x15px\|border \|alt=Itàlia\|link=Selecció de futbol d'Itàlia\|{{#if:\|]]                                      | Lorenzo Torriani    |

## Jugadors històrics destacats
Categoria principal: Futbolistes de l'AC Milan
- Andrea Pirlo
- Giuseppe Meazza
- Filippo Inzaghi
- Gunnar Gren
- Nils Liedholm
- Gunnar Nordahl
- Juan Alberto Schiaffino
- Daniele Massaro
- Jose Altafini
- Gianni Rivera
- Karl-Heinz Schnellinger
- Patrick Kluivert
- Alessandro Nesta
- Paolo Rossi
- Franco Baresi
- Alessandro Costacurta
- Christian Abbiati
- Zvonimir Boban
- Leonardo
- George Weah
- Zlatan Ibrahimovic
- Gennaro Gattuso
- Paolo Maldini
- Andrí Xevtxenko
- Carlo Ancelotti
- Marco Van Basten
- Kaká
- Giovanni Trapattoni
- Clarence Seedorf
- Roberto Donadoni
- Roberto Baggio
- Sebastiano Rossi

## Jugadors històrics
Sis dels seus jugadors han estat guardonats amb la Pilota d'Or del futbol europeu: Gianni Rivera (1969), Ruud Gullit (1987), Marco Van Basten (1988, 1989 i 1992), George Weah (1995), Andrí Xevtxenko (2004), Kaká (2007).
En tres ocasions els seus jugadors han estat guardonats com Jugador Mundial de la FIFA: Marco Van Basten (1992), George Weah (1995) i Kaká (2007).
Nou jugadors del Milan van ser escollits davant la Unió Europea d'Associacions de Futbol (UEFA), com a part dels festejos del seu 50è Aniversari, en una enquesta per designar als 50 millors jugadors europeus dels últims 50 anys: Marco Van Basten, Ruud Gullit, Frank Rijkaard, Roberto Baggio, Gianni Rivera, Franco Baresi, Paolo Maldini, Alessandro Costacurta i Alessandro Nesta.

### Golejadors històrics
| Jugador               | Gols |
| --------------------- | ---- |
| Gunnar Nordahl        | 221  |
| Andrí Xevtxenko       | 175  |
| Gianni Rivera         | 164  |
| José Altafini         | 161  |
| Aldo Boffi            | 131  |
| Filippo Inzaghi       | 127  |
| Marco Van Basten      | 125  |
| Kaká                  | 125  |
| Giuseppe Santagostino | 106  |
| Pierino Prati         | 102  |

### Més presències
| Jugador               | Partits |
| --------------------- | ------- |
| Paolo Maldini         | 902     |
| Franco Baresi         | 719     |
| Alessandro Costacurta | 663     |
| Gianni Rivera         | 658     |
| Gennaro Gattuso       | 468     |
| Clarence Seedorf      | 432     |
| Mauro Tassotti        | 429     |
| Massimo Ambrosini     | 428     |
| Angelo Anquilletti    | 418     |
| Cesare Maldini        | 412     |
| Demetrio Albertini    | 406     |